# Mayotte
Mayotte (pronunciado en francés AFI: [majɔt]; en mahorés Mahoré) es un archipiélago francés ubicado en la zona norte del Canal de Mozambique, en el océano Índico, tiene el estatuto de departamento y región de ultramar y  región ultraperiférica de la Unión Europea.
De acuerdo con estimaciones de 2023, la isla cuenta con 310 022 habitantes y su superficie es de 374 km² (kilómetros cuadrados). La isla pasó a ser departamento de ultramar francés a partir de marzo de 2011. Sobre esta base, el Consejo Europeo decidió el 11 de julio de 2012 que, a partir del 1 de enero de 2014, Mayotte pasaba a ser una Región Ultraperiférica de la Unión Europea, de modo similar a como lo son las islas Canarias (España).

## Toponimia
El nombre de Mayotte procede del portugués "Mayotta", una transcripción del suajili "Maouti", que se dice que sigue el modelo del árabe "Jazirat al Mawet" (جزيرة الموت) que significa "isla de la muerte"  (probablemente por el arrecife de coral que rodea la isla y que ha sido durante mucho tiempo un peligro mortal para los barcos). En shimaoré (un dialecto local derivado del kiswahili), la isla se llama "Maoré". 
Es la isla más austral del archipiélago de las Comoras, "Jouzour al qamar" en árabe (جزرالقمر), es decir, las "Islas de la Luna"; esta etimología popular es, sin embargo, apócrifa, pues este último nombre procede más bien del antiguo nombre árabe de Madagascar, "Q(u)mr'" (جزر القمر)
Mayotte se conoce a menudo como la "isla de los perfumes" debido a que en su día se cultivaron intensamente flores aromáticas, sobre todo el ylang-ylang, símbolo de la isla. Debido a su forma vista desde el cielo, a veces se la llama también "la isla del caballito de mar", o posiblemente "la isla de la laguna", según algunos folletos publicitarios, aunque esto es menos específico.
Al parecer, el primer nombre europeo de Mayotte fue "Isla del Espíritu Santo", dado por los navegantes portugueses a principios del siglo XVI. Este nombre no perduró, aunque siguió apareciendo en las cartas náuticas hasta el siglo XVII, asociado a una isla inexistente al sur de Mayotte y junto a la otra isla imaginaria de "Saint-Christophe" (errores probablemente relacionados con la topografía de la península al sur de la isla, vista desde lejos en el mar con distancias aproximadas, y luego con el informe resumido de las observaciones en un mapa de exploración, pero sólo corregido en 1665 por John Burston).

## Historia
Mayotte es francesa desde 1843. Es la única isla del archipiélago que ha votado en referéndum para seguir siendo francesa (primero en el referéndum de 1958, el de 1974 y nuevamente en el referéndum de 1976). Las Comoras continúan reclamando la isla a pesar del referéndum votado por los Mahorais de su elección para seguir siendo franceses.
En 2001, el estatus de Mayotte cambió hacia colectividad de ultramar, un estatus muy cercano al de departamento de ultramar (como en el caso de Reunión, Guadalupe, Martinica y la Guayana Francesa). Este cambio fue aprobado por el 73 % de la población de Mayotte en referéndum a esos fines.
Tras el referéndum del 29 de marzo de 2009 (95,2 % de votos favorables), Mayotte se convirtió en marzo de 2011 en un departamento de ultramar de la República Francesa, regido por el artículo 73 de la Constitución.

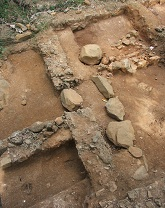
Restos arqueológicos en Acoua (siglos XIV-XV).

### Antigüedad
La isla, que tiene 9 millones de años de antigüedad, no parece haber estado habitada antes de la Edad Media, estando probablemente ausentes los mamíferos, con la excepción del cazón.
Los primeros asentamientos humanos de los que se tiene constancia datan de los siglos VII y IX. Parece que los primeros habitantes ya pertenecían a los primeros pueblos suajili, caracterizados por una cultura de origen bantú extendida por toda la orilla de África oriental, desde Somalia hasta Mozambique, manteniendo relaciones aún poco conocidas con las poblaciones malgaches, de origen austronesio. Mayotte y Anjouan fueron aparentemente ocupadas en una fecha posterior, ya que las dos islas difieren del conjunto de las Comoras en su evolución lingüística específica. El comercio marítimo, muy activo en aquella época, atestigua los contactos con el Oriente Medio musulmán. Los restos más antiguos de ocupación humana se han encontrado en Acoua y datan de esta época; las primeras poblaciones probablemente no eran musulmanas y sólo se islamizaron más tarde, por el contacto con los comerciantes árabes. Mayotte era entonces un punto del comercio entre África y Madagascar, como atestiguan los datos arqueológicos del yacimiento de Ironi Bé en Dembéni.
Del siglo XIII al XV, la isla estuvo bajo la dirección de unos jefes musulmanes, los Fani, y vivió una primera "edad de oro" debido a su posición estratégica en el comercio entre Madagascar y el mundo suajili. Las relaciones con la costa y la gran isla eran importantes, y los restos de cerámica africana, malgache, india e incluso china atestiguan un comercio floreciente. Las excavaciones realizadas en Dembéni han sacado a la luz cerámicas importadas del Golfo Pérsico, de la India y de China, así como productos malgaches (sobre todo cristal de roca trabajado) que datan de los siglos IX al XI, demuestra que esta localidad ya estaba muy implicada en el comercio internacional en el Océano Índico. Esta "civilización de Dembéni" parece haber experimentado un declive en el siglo XI, posiblemente debido a las guerras, lo que condujo a su progresiva desaparición.
Alrededor de 1470, se estableció un sultanato shirazí (originario de Persia), que fue reconocido hasta principios del siglo XIX. De esta época data el establecimiento del islam suní shafiita que aún se practica en Mayotte. La isla de Mayotte ("Mawutu") fue mencionada por primera vez en 1490 por el navegante árabe Ahmad ibn Majid.

### Época clásica y moderna
El archipiélago de las Comoras constituye la frontera austral del área cultural suajili, que se desarrolló desde finales de la Edad Media en esta región, llamada entonces Zanguebar. Mayotte es también el punto de contacto de este grupo con la muy diferente cultura malgache, lo que hace de esta isla un cruce de influencias, pero también un objetivo de guerra. Las influencias procedentes de todo el océano Índico, pero también de la costa africana, puesta patas arriba por la irrupción de los bantúes, y de la costa malgache, configuran constantemente la sociedad insular suajili. La inmigración bantú y malgache (Sakalaves) comenzó duramente.
Con la circunvalación de África por parte de Vasco da Gama para llegar a la India por mar alrededor del Cabo de Buena Esperanza en 1498, el Canal de Mozambique se encontró de repente en el centro de la principal ruta comercial del mundo, abriendo un importante periodo de prosperidad para las numerosas islas y ciudades-estado del área cultural suajili.
En 1503, la isla de Mayotte fue mencionada por primera vez por una escuadra portuguesa que desembarcó en ella; fue bautizada como "Isla del Espíritu Santo" en 1507. Según los archivos del Almirantazgo portugués, fue cartografiada por Diego Ribeiro en 1527. Al principio, esta cuidadosa identificación permitía evitar la isla, a la manera de los convoyes de dhows que habían atravesado el Canal de Mozambique durante siglos: los arrecifes de coral de Mayotte representaban un peligro mortal para los barcos. Por eso, hasta el siglo XVIII, la isla no era un puerto de escala habitual para las grandes flotas y sólo acogía a algunos grandes barcos europeos perdidos y precavidos que venían a repostar por necesidad.

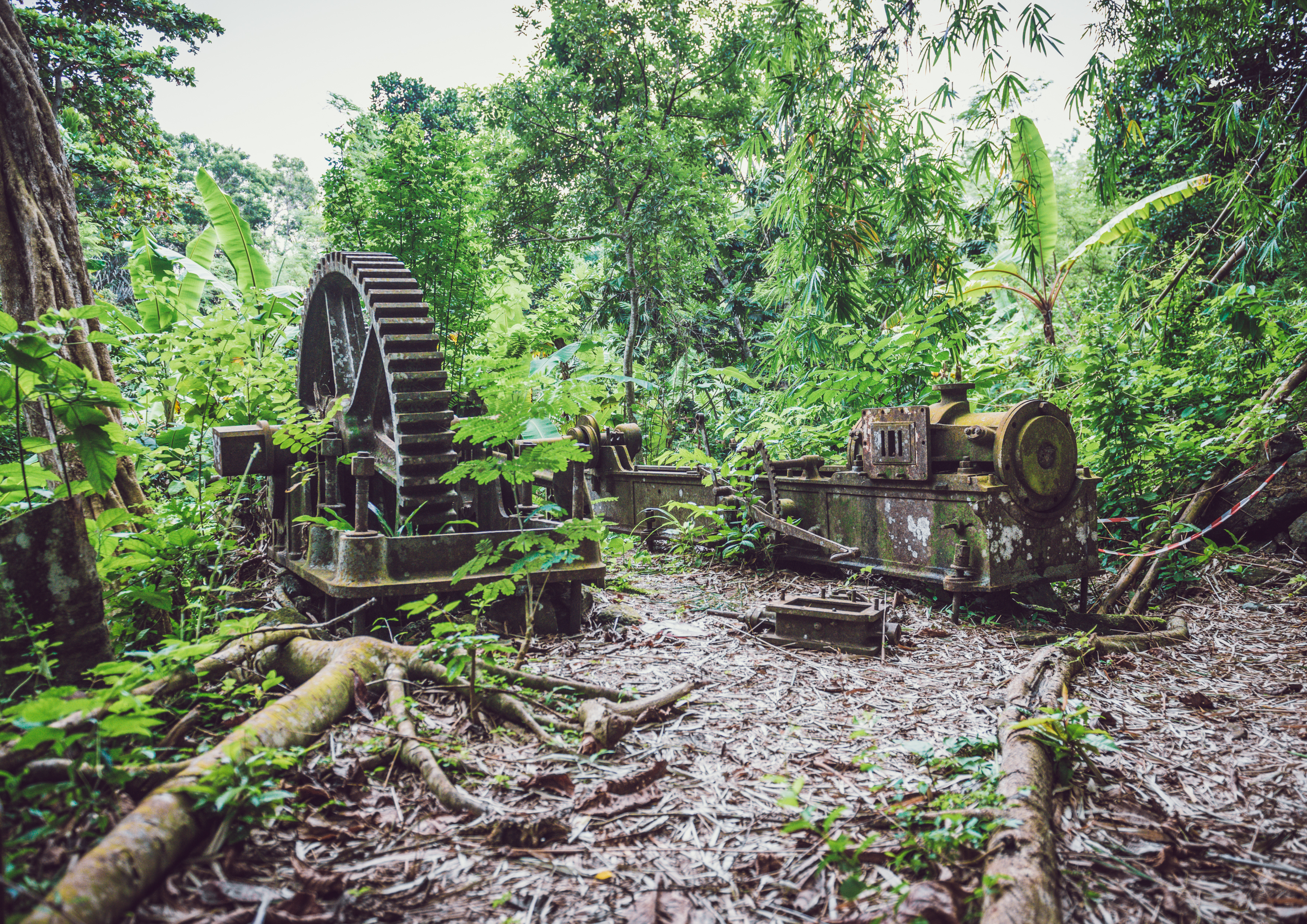
Restos de la fábrica de azúcar de Soulou

### Mayotte francesa
Andriantsoly heredó el sultanato en 1832 tras destituir a Bwana Kombo (o "Buanacombé", o "Banakombo"), un hijo de Mawana Madi, que se refugió en la isla de Mohéli. Luego tuvo que defender la isla contra las ambiciones del hova Ramanetaka –que se había convertido en el amo de Mohéli con el nombre de Abderahmane– y de los sultanes de Anjouan, Abdallah y luego Salim (1836). Andriantsoly quería preservar la autonomía de su isla frente a los demás soberanos comoranos. Sin embargo, al carecer de un aliado contra este último y contra la monarquía malgache apoyada por Gran Bretaña, sabía que estaba amenazado. Por ello, se dirigió a los rivales de los británicos, los franceses, que también estaban presentes en Madagascar desde 1643 y acababan de tomar Nosy Be.
En este contexto, el 25 de abril de 1841, el sultán vendió Mayotte a Francia, dirigida entonces por el rey Luis Felipe I. A cambio, obtuvo del capitán Pierre Passot (enviado por Anne Chrétien Louis de Hell), una renta vitalicia personal de mil piastras (5000 francos) y el derecho a criar a dos hijos del sultán en Reunión. Este tratado fue ratificado oficialmente por el Estado francés en 1843.

### Abolición de la esclavitud
La soberanía francesa sobre Mayotte es independiente de la división de África resultante de la Conferencia de Berlín, que no tuvo lugar hasta después de 1885.
La abolición de la esclavitud en Mayotte se produjo el 27 de abril de 1846, aunque la isla había estado sometida a la trata de esclavos árabe hasta entonces. En aquella época, la isla tenía unos 3000 habitantes casi exclusivamente musulmanes, de los cuales entre un tercio y la mitad eran esclavos. Las esperanzas francesas de desarrollar un puerto y plantaciones en Mayotte pasaban por atraer más inmigración de África, pero el gobierno era consciente de que la llegada de negros libres sería interpretada por los británicos como comercio de esclavos encubierto, lo que estaba prohibido. 
En consecuencia, el ministro de Marina y Colonias, Ange René Armand de Mackau, sugirió al rey Luis Felipe I que el desarrollo de una economía de mercado en Mayotte requería la liberación de los esclavos y la indemnización de sus amos musulmanes. En la primavera de 1847, el Parlamento francés aprobó la financiación necesaria para pagar una indemnización de 200 francos por esclavo. El proceso de liberación comenzó en julio de 1847. Tras la caída de la Monarquía de Julio provocada por la Revolución Francesa de 1848, el artículo 3 del Decreto sobre la Abolición de la Esclavitud de 27 de abril de 1848, votado unos meses después, confirmó la abolición de la esclavitud en la isla.

### Integración en la República Francesa
En 1946, los protectorados de las Comoras y la colonia de Mayotte se separaron administrativamente de Madagascar y se convirtieron en un territorio de ultramar (TOM). Tras rechazar la independencia en el referéndum de 1958 organizado por el general De Gaulle, las Comoras obtuvieron un estatuto de autonomía interna el 22 de diciembre de 1961 (ley n.º 1412) (que fue ampliado en 1968 por la ley n.º 6804). Este estatus de autonomía interna dio lugar a un gobierno comorano elegido por la Asamblea Territorial. De 1961 a 1970, el antiguo diputado Saïd Mohamed Ben Chech Abdallah Cheikh fue elegido presidente del Consejo de Gobierno hasta su muerte el 16 de marzo de 1970. Fue durante este periodo, en 1966, cuando se trasladó la capital del territorio de Dzaoudzi (Mayotte) a Moroni (Gran Comora), ocho años después de la decisión de traslado y con gran disgusto de los locales.
Durante este periodo nacieron los primeros movimientos políticos que desafiaron el poder de Saïd Mohamed Cheikh y, para algunos, exigieron la independencia. Otros, como el Mouvement populaire mahorais (MPM), exigieron inicialmente una mayor autonomía de las otras islas. La Unión para la Defensa de los Intereses de Mayotte (UDIM) fue creada en 1958 por un criollo de Sainte-Marie, Georges Nahouda, un administrador de alto rango, para conseguir la departamentalización de Mayotte106 . Su sobrino, Marcel Henry, continuó la lucha con la creación del MPM tras la muerte de éste ese mismo año. Asociado a una parte de la élite mauritana (incluyendo a Younoussa Bamana), Marcel Henry continuó la lucha por la Mayotte francesa hasta el final. El MPM obtuvo el apoyo de gran parte de la clase política francesa.

### Rechazo de la independencia por parte de Mayotte

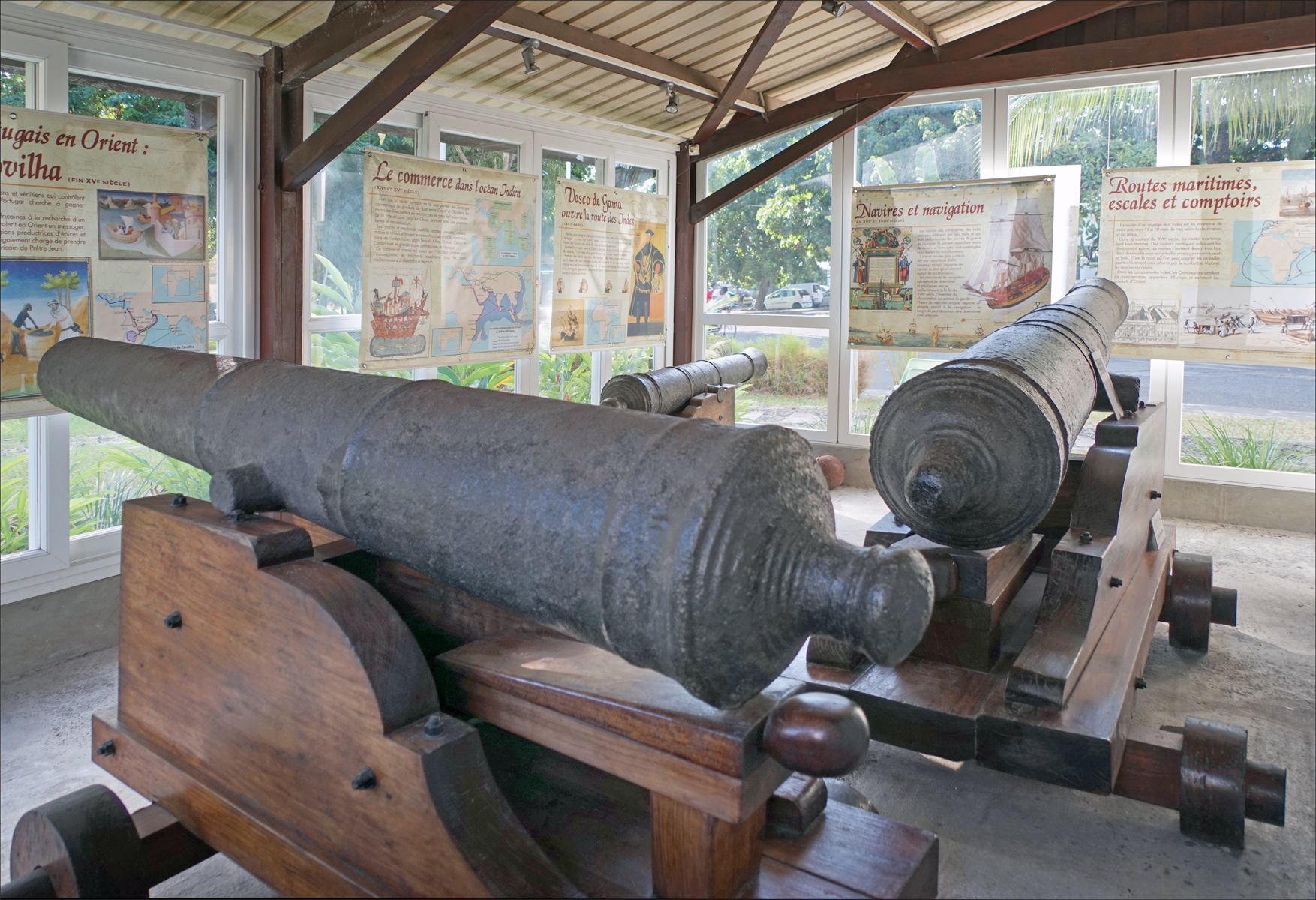
Cañones ingleses del, descubiertos en el fondo de la laguna de Mayotte, Pertenecían a un barco mercante inglés, el Ruby, que encalló en los arrecifes de Mayotte en 1699. En 1992, John Guthrie los sacó del agua y los hizo restaurar.

El 25 de agosto de 1972, el Comité Especial de Descolonización de las Naciones Unidas incluyó al archipiélago de las Comoras en su lista de territorios que deberían alcanzar la autodeterminación. El 15 de junio de 1973, Francia y las Comoras firmaron los acuerdos de adhesión a la independencia. El 22 de diciembre de 1974, Francia organizó un referéndum en las Comoras, declarando que "se consultará a las poblaciones de las Comoras" (el plural es aquí determinante). Aunque el voto obtuvo más del 90 % a favor de la independencia del territorio, Mayotte destacó al votar un 63,8 % a favor del mantenimiento dentro de la República Francesa.
Un nuevo gobierno francés llegó al poder en Francia y, siguiendo la recomendación de un grupo de parlamentarios que había llegado al archipiélago en un viaje de estudios, planeó respetar la voluntad de los mahoreses y considerar el resultado "isla por isla". El presidente del Consejo de Gobierno de las Comoras, Ahmed Abdallah Abderamane, declaró entonces unilateralmente la independencia inmediata de las Comoras "dentro de sus fronteras coloniales", sin que se haya completado el proceso previsto en los acuerdos. Mayotte seguía bajo administración francesa a pesar de la declaración del gobierno comorano. La Unión de las Comoras reclama desde entonces Mayotte y rechaza esta separación, que pondría en entredicho la integridad territorial del archipiélago. La Unión Africana considera este territorio como ocupado por una “potencia extranjera”.
El 6 de febrero de 1976, Francia utilizó su poder de veto en el Consejo de Seguridad de la ONU para impedir la adopción de un proyecto de resolución que le pedía que iniciara negociaciones con el gobierno comorano para la retrocesión de Mayotte y que renunciara a la celebración de un nuevo referéndum.
El 8 de febrero de 1976 se celebró un segundo referéndum que confirmó en un 99,4 % (82,3 % de los votantes registrados, 9580 votos a favor y 13 en contra) la elección de la población de Mayotte de permanecer en la República Francesa.

### Departamentalización
El referéndum del 29 de marzo de 2009 sobre la departamentalización fue aprobado por el 95 % de los votantes (es decir, el 57 % del electorado), confirmando en un tercer referéndum la voluntad de la población local de seguir siendo francesa, en lugar de unirse a la nueva República Federal Islámica de las Comoras (entonces Unión de las Comoras). La organización por parte de Francia de un referéndum sobre la departamentalización de Mayotte fue naturalmente impugnada por el presidente de la Unión de las Comoras.
El 31 de marzo de 2011, el departamento de Mayotte se convirtió oficialmente en el centésimo primer departamento de Francia y su quinto departamento de ultramar. Tras este cambio de estatus, se llevaron a cabo negociaciones con la Unión Europea para que la isla pase a formar parte de la Unión, cambiando su estatus de País y Territorio de Ultramar (PTU) a Región Ultraperiférica (RUP) el 1 de julio de 2014, como los demás departamentos de ultramar de Francia. Mayotte entró en la UE en 2014.

## Geografía

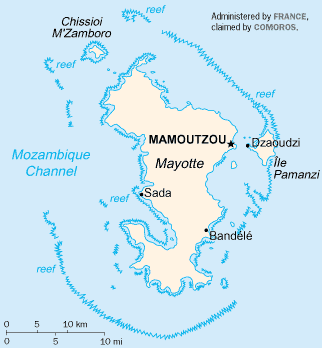
Mapa de Mayotte.

La isla principal, Mayotte (o Grande Terre), es la más antigua en términos geológicos en el archipiélago de las Comoras. Tiene 39 km (kilómetros) de largo por 22 km de ancho y sus puntos más altos están entre los 500 y 600 m s. n. m. (metros sobre el nivel del mar). Debido a su naturaleza volcánica, el suelo es muy rico en algunas zonas. El arrecife de coral que rodea a gran parte de la isla asegura la protección de los barcos y es un excelente hábitat para diversas clases de peces.
Dzaoudzi fue la capital de las Comoras hasta 1962, y ahora Mamoudzou es el centro administrativo de Mayotte. Dzaoudzi es la segunda ciudad de Mayotte, se encuentra situada en la Isla Pamanzi (o Petite Terre), la cual cuenta con 10 km² (kilómetros cuadrados), siendo la más grande de varias isletas que rodean a Grande Terre. 

### Topografía
Mayotte es la más antigua de las cuatro grandes islas del archipiélago de las Comoras, una cadena de tierras que emerge sobre un relieve submarino en forma de media luna a la entrada del canal de Mozambique. Situada a 295 km al oeste de Madagascar y a 67 km al sureste de Anjouan, a veces visible al atardecer en la sombra, está compuesta por varias islas e islotes cubiertos de una exuberante vegetación. Las dos islas más grandes son Grande-Terre y Petite-Terre, respaldadas por un arrecife de coral.
Este arrecife de coral de 160 km de longitud rodea una laguna de 1100 km², una de las más grandes y profundas del mundo. Una parte de la barrera de coral presenta una doble barrera poco frecuente en el planeta. Protege a casi toda Mayotte de las corrientes marinas y el oleaje, a excepción de una docena de pasos, entre ellos uno en el este llamado "paso S". La laguna, que tiene una anchura media de 5 a 10 km, tiene hasta 100 metros de profundidad. 
Está salpicada por un centenar de islotes de coral, como Mtsamboro. Este arrecife sirve de refugio a las embarcaciones y a la fauna oceánica. La actividad volcánica que creó las islas hace que el suelo sea especialmente fértil.

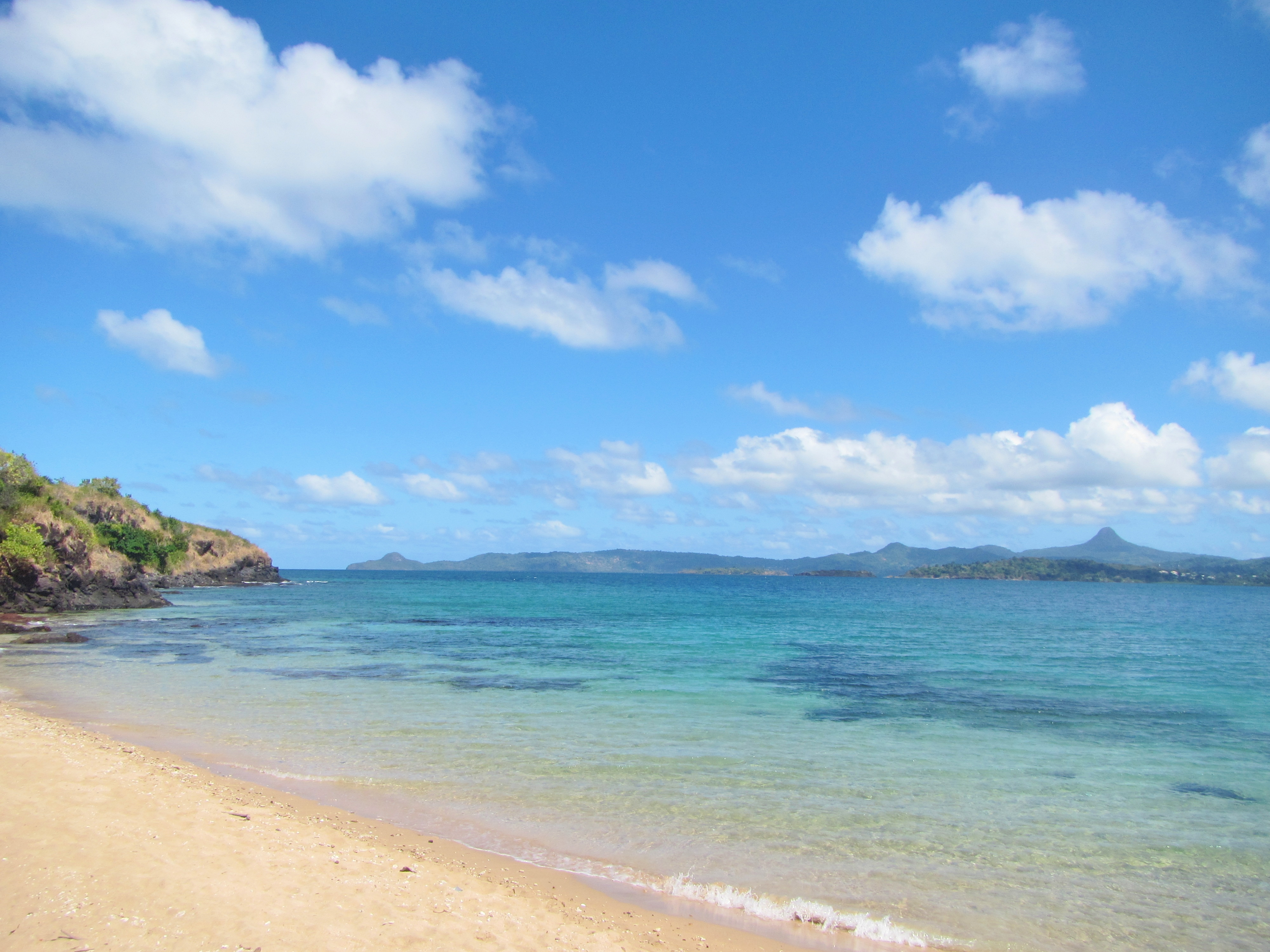
Vista del Islote Bandrélé (l'îlot Bandrélé)

La superficie total de Mayotte es de unos 374 km², lo que la convierte, con diferencia, en el departamento francés de ultramar más pequeño (después de Martinica, que ya es tres veces más grande, con 1128 km²). Sin embargo, esta superficie es difícil de evaluar con precisión, dado el número de pequeños islotes deshabitados, algunos de los cuales están completamente bajo el agua en marea alta, pero pueden revelar superficies significativas en marea baja. Las islas principales son
- Grande-Terre, de 363 km², tiene 39 km de largo y 22 km de ancho. Sus puntos más altos son: el monte Bénara o Mavingoni (660 m), el monte Choungui (594 m), el monte Mtsapéré (572 m) y el monte Combani (477 m). En esta isla se encuentra Mamoudzou, que es la capital económica de Mayotte y alberga el consejo departamental y la prefectura;

- Petite-Terre (o isla de Pamanzi), con Dzaoudzi (capital oficial de Mayotte) y Pamandzi (donde se encuentra el aeropuerto). Tiene 11 km²;

- El islote Mtsamboro es la tercera isla más grande (2 km²). Está habitada permanentemente, principalmente por pescadores;

- El islote Mbouzi (84 hectáreas o 0,84 km²) está clasificado como reserva natural;

- El islote de Bandrélé es la quinta isla más grande;

- El Islote de Sable Blanc se encuentra cerca del Parque Marino de Saziley (zona marina protegida).

### Geología

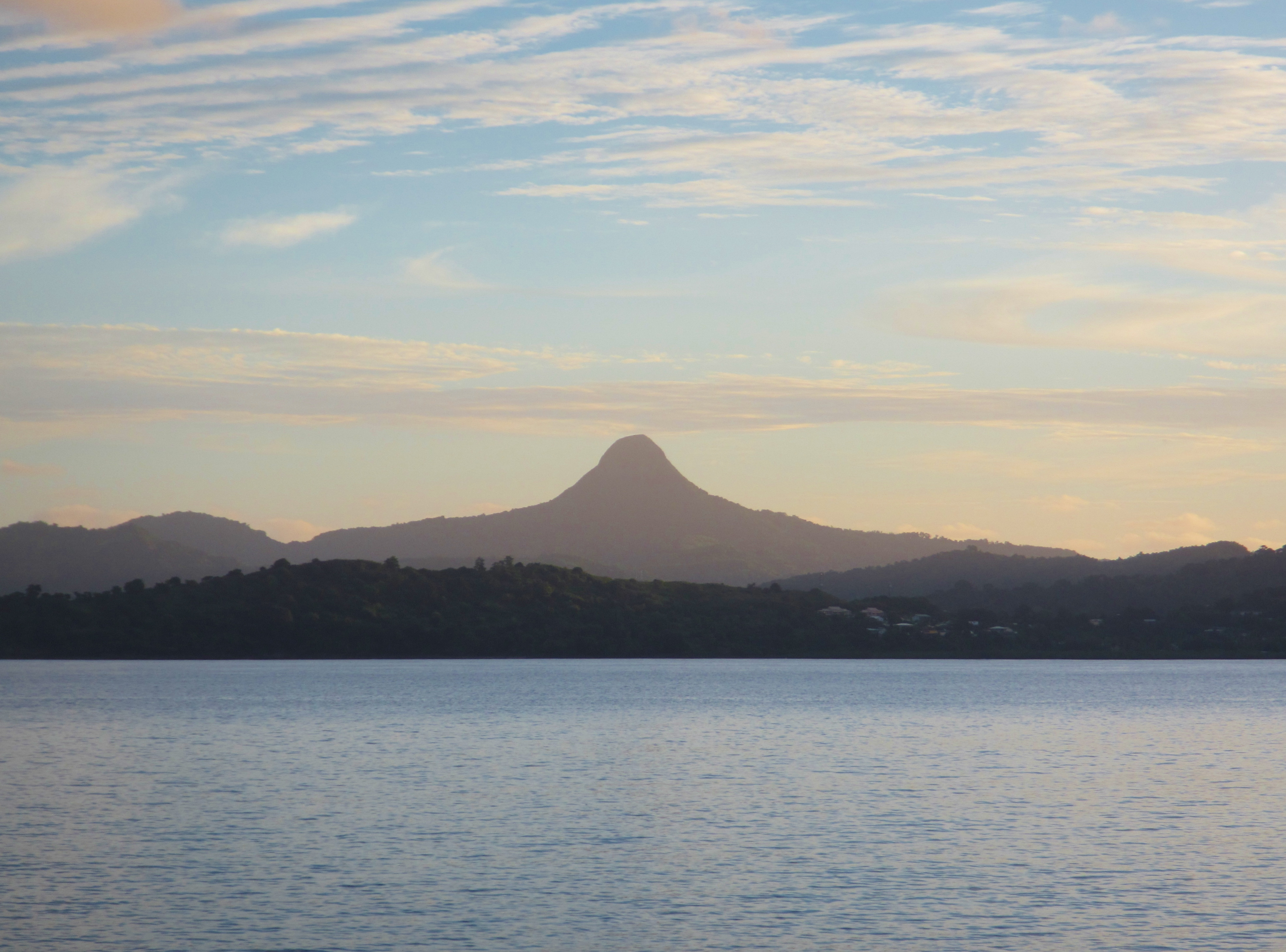
Monte Choungui, Mayotte

Las islas que forman Mayotte son geológicamente las más antiguas del archipiélago de las Comoras. Su edad, a partir de nueve millones de años, disminuye desde el sureste (Mayotte) hasta el noroeste (Gran Comora), aunque en la isla Grande Terre, así como en el islote de Pamandzi, se observan artefactos muy recientes (maares) vinculados a explosiones freáticas, y posiblemente elementos más antiguos.
El conjunto de la isla es un vasto escudo volcánico de lava alcalina con extrusiones fonolíticas como la del Monte Choungui, un relieve cónico en forma de bola del que aún se conserva una quinta parte. El centro de la unidad se encuentra en el mar, al oeste, y su origen es aún incierto, quizás vinculado al Rift de África Oriental. Se ha producido una importante subsidencia, lo que ha permitido el establecimiento de una corona de arrecifes alrededor de las formas terrestres residuales.
Mayotte es el resultado de la unión de dos edificios volcánicos cuya génesis se remonta al menos a 20 millones de años, pero que sólo salieron del agua hace 9 millones de años (la isla representa sólo entre el 1 y el 3 % del cono volcánico de Mahoran, que desciende hasta una profundidad de 3400 m). 
La lava, inicialmente fluida, se hizo más viscosa hace 4 millones de años, impidiendo que la isla se ensanchara para formar relieves más altos, la mayoría de los cuales se derrumbaron hace 2 millones de años. El último gran volcán de Mauritania, M'Tsapéré, se extinguió hace 1,5 millones de años, pero las pequeñas y ocasionales erupciones (principalmente explosivas en el norte) continuaron desde hace 100 000 a 8000 años, formando una isla cinco veces mayor que la actual (1800 km² frente a 374 km²). Petite-Terre se separa de Grande-Terre, que es la segunda isla más grande del mundo. La Petite-Terre se separó de la Grande Terre hace 7000 años –fecha de la última explosión de Dziani29– y el aspecto actual de la isla data de hace unos 3000 años.
El vulcanismo de Mayotte está extinguido desde hace varios milenios (el volcán activo más cercano es el Karthala, en Gran Comora).
Las lavas de Mayotte tienen una mineralogía y una geoquímica muy originales. Están infrasaturados en sílice, algunos muy fuertemente: además de fonolitas, están presentes basanitas, tefritas, nefelinitas y melilititas de olivino. Estas últimas rocas, ultracálcicas, se caracterizan por la presencia de melilita, un sorosilicato de calcio, en la pasta y por la ausencia de feldespato. Las melilitas son lavas que pueden considerarse excepcionales. Los de Mayotte son el resultado de una baja tasa de fusión parcial de una fuente del manto rica en CO2, que contiene carbonatos de calcio (probablemente dolomita) y apatita.

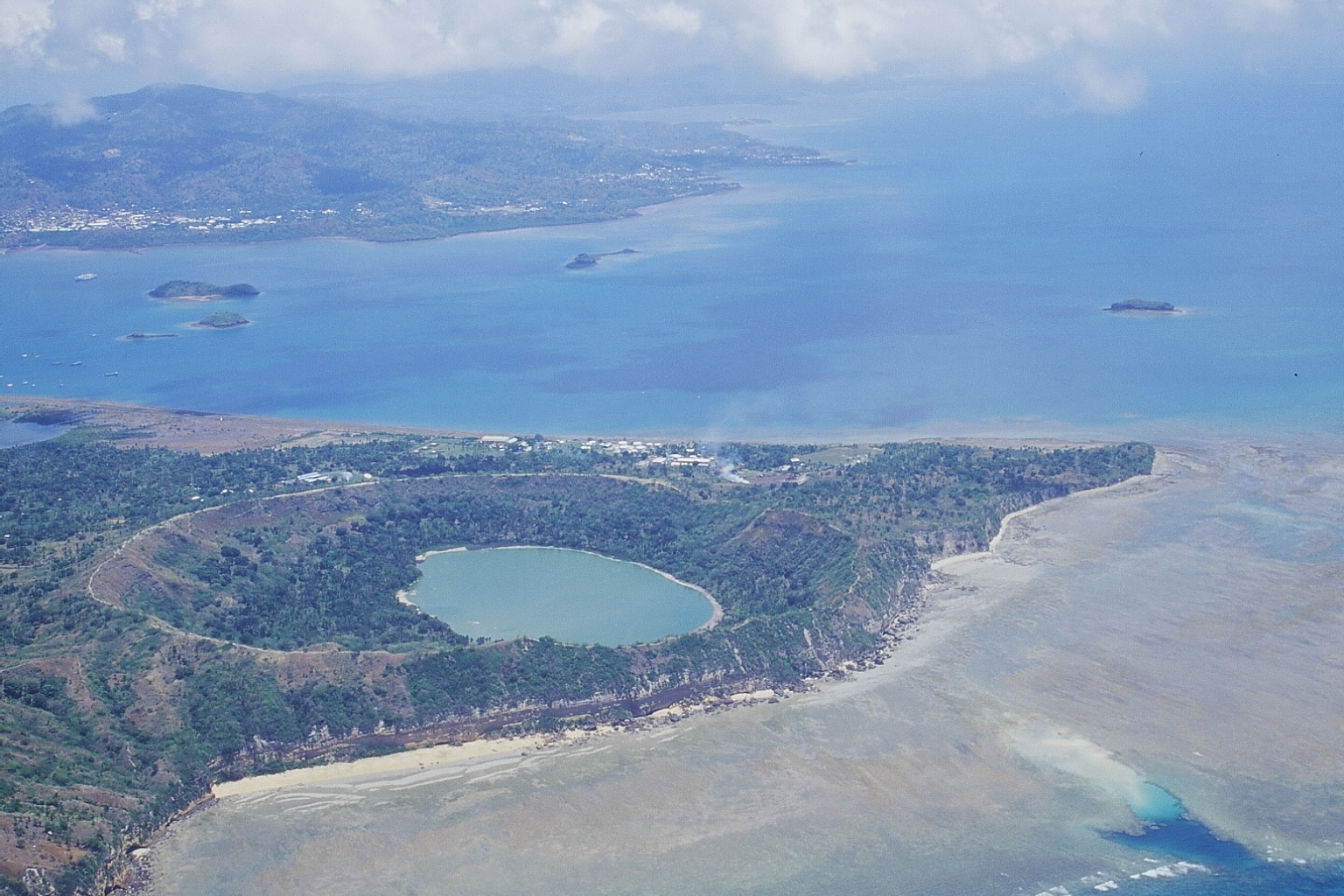
Lago Dziani, caldera volcánica en Mayotte

El crecimiento de los corales, que crean calizas blancas (y luego arenas del mismo color), tomó el relevo de las masas de tierra, caracterizadas por rocas basálticas negras, y sometidas a la erosión (se convierten en suelos lateríticos rojos, ricos en hidróxidos de hierro). 
Durante las grandes glaciaciones continentales, hace 20 000 años, el descenso del nivel del mar en más de cien metros vació las lagunas e hizo emerger los arrecifes: así, el arrecife de coral exterior de Mayotte perfilaba la isla hace 12 000 años, cuando el mar era mucho más bajo y la isla estaba menos erosionada. Los ríos, que fueron retenidos durante un tiempo, atravesaron los pasos de las barreras, especialmente el "paso en forma de S". Después, con el afloramiento del mar provocado por el calentamiento climático postglacial, los corales reanudaron su ardor constructor hace entre 9000 y 6000 años.
El contraste entre la geoquímica coralina y la volcánica es especialmente visible en las playas del norte de la Grande Terre, cerca de la isla de Mtsamboro. Los arrecifes de piedra negra, que anuncian la tierra, contrastan fuertemente con la playa blanca de arenas detríticas de coral.
La isla de Grande Terre tiene pendientes pronunciadas y, sobre todo en las proximidades de las crestas, la erosión tropical se lleva por delante la frágil vegetación que coloniza las padzas, fenómeno agravado por los incendios forestales provocados por los plantadores ilegales de plátanos o yuca. Los silvicultores intentan arreglar el suelo degradado con plantaciones de acacias.
La geología de Mayotte es estudiada principalmente por la sección de Mayotte del Bureau de recherches géologiques et minières (BRGM), un establecimiento público industrial y comercial y un "establecimiento público de referencia para la aplicación de las ciencias de la tierra a la gestión de los recursos y riesgos del suelo y del subsuelo ".

### Actividad sísmica
La actividad sísmica suele ser limitada y se considera de bajo riesgo. Mayotte está clasificada como una zona de sismicidad moderada, por lo que sólo cuenta con tres estaciones sismológicas (complementadas cuando es necesario por otras estaciones regionales más alejadas, incluso en las Comoras y Madagascar). Históricamente se han registrado algunos terremotos puntuales, como uno de magnitud 5,0 en septiembre de 2011.

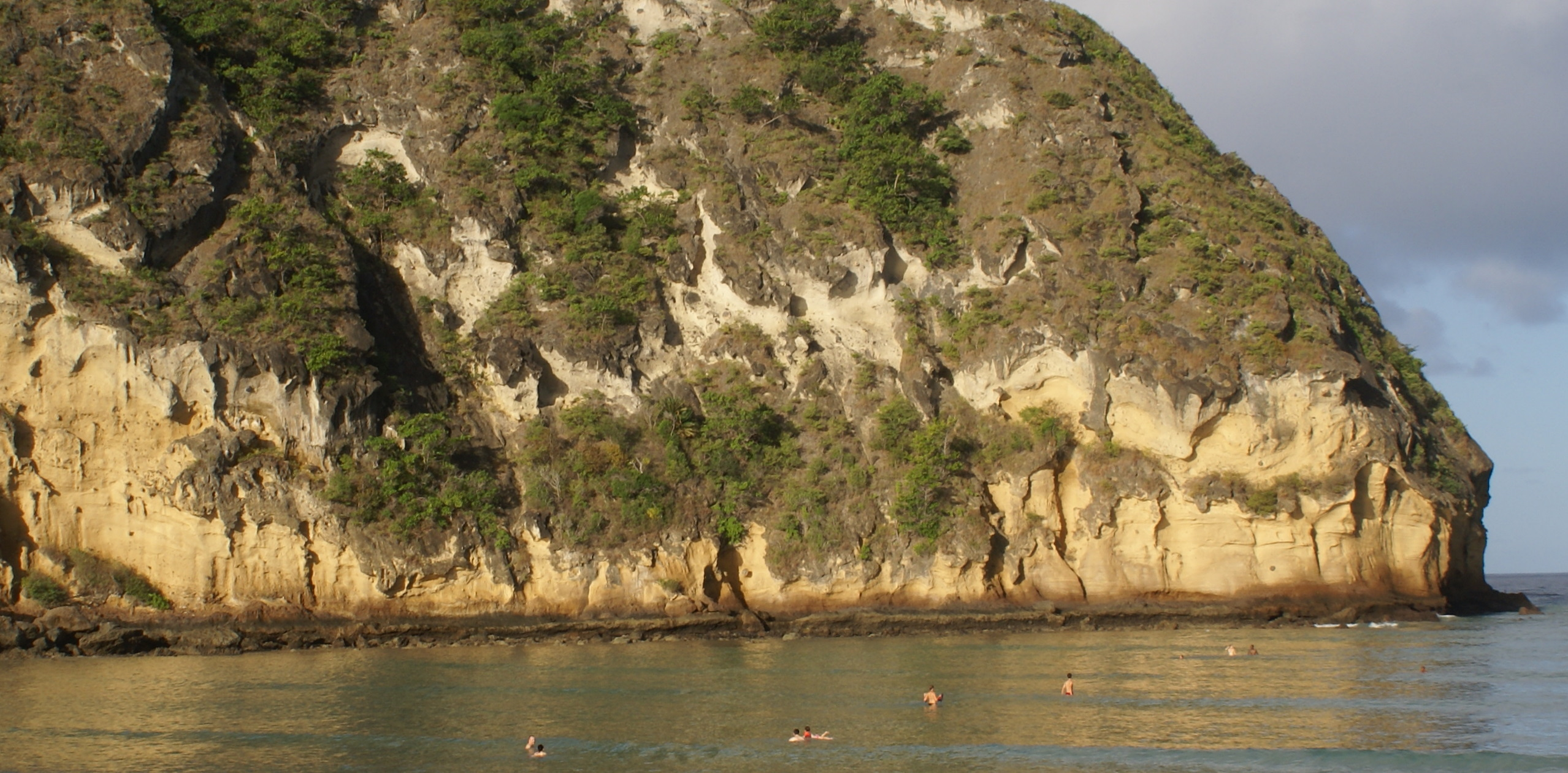
Acantilados cerca de la Costa de la playa Moya en Mayotte

Un episodio de terremotos en enjambre azotó la isla (a partir del 10 de mayo de 2018 y durante más de un año), con más de 1800 temblores sentidos (de magnitud superior a 3,5), que culminaron el 15 de mayo de 2018 con un terremoto de magnitud 5,8, fue el mayor terremoto registrado en el archipiélago de las Comoras, pero no causó daños importantes.
Tras este evento sísmico, a principios de 2019 se puso en marcha una campaña científica de investigaciones submarinas, denominada "MAYOBS", que en mayo de 2019 reveló la existencia de un volcán de 800 m de altura situado a 50 km al este de Mayotte, a 3500 m de profundidad, que se formó en menos de un año a partir de una base de 4 a 5 km de diámetro. Los sismómetros submarinos revelaron que los epicentros de los terremotos estaban en realidad más cerca de Mayotte, pero también más profundos, a 10 km al este de Mayotte (frente a 50 según las estimaciones iniciales), pero a una profundidad de entre 20 y 50 km, lo que resulta sorprendente para una cámara magmática.
Un estudio científico publicado a principios de 2020 en la prestigiosa revista Nature Geoscience indica que esta bolsa de magma es la mayor y más profunda jamás identificada en el mundo. El IGN también observó que la isla se desplazaba hacia el este a un ritmo de 14 mm/mes, al tiempo que se hundía ligeramente (unos -7 mm/mes, pero ya 13 cm en un año), lo que sugiere un fenómeno sísmico-volcánico.
En octubre de 2019, el hundimiento fue de 15 cm, lo que provocó el inicio de la sumersión de las residencias más cercanas a la orilla y dificultó la evacuación de las aguas residuales.

### Hidrografía
Debido a las reducidas dimensiones de la isla, ninguno de los ríos es navegable: aunque algunos de ellos alcanzan a veces caudales impresionantes en el momento álgido del monzón, la mayoría están casi completamente secos durante la estación seca.
Mayotte tiene dos lagos naturales:

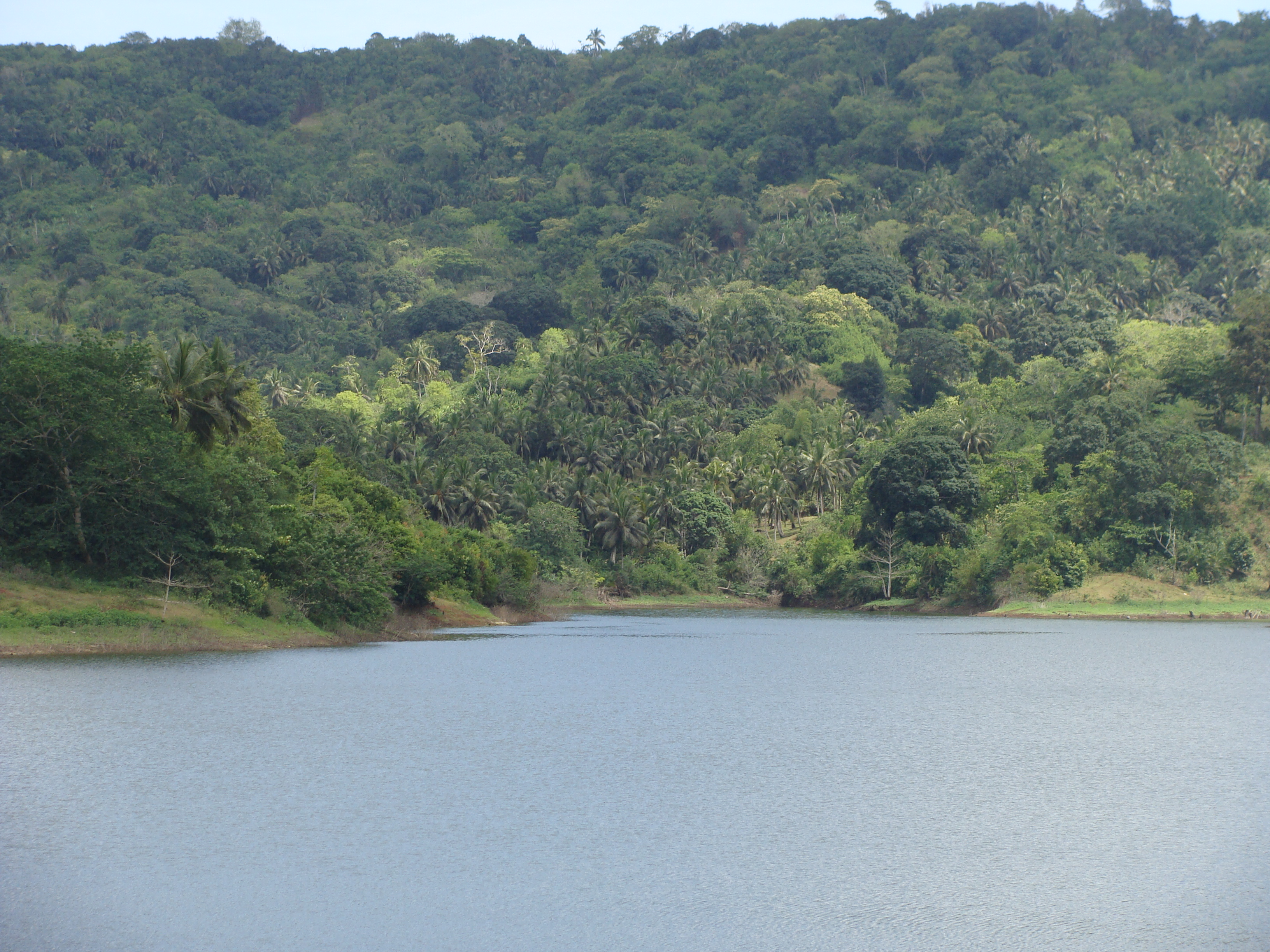
Dzoumogné, Mayotte

1. El lago Dziani, un lago de cráter ("maar") en Petite-Terre, cuyas aguas no son aptas para el baño porque están cargadas de minerales marinos y volcánicos y saturadas de fitoplancton. Su superficie es de aproximadamente 17,5 hectáreas;[51]
2. El lago Karihani, en la comuna de Tsingoni, única masa natural de agua dulce permanente. Cubre una superficie de 5 hectáreas en la temporada de lluvias, que se reduce a 0,25 ha al final de la temporada seca.[51]
3. También hay un lago artificial en Doujani (de origen minero), y dos grandes embalses en las laderas (lagos de presa) utilizados para bombear agua potable: en Combani (1,5 mm³, construido en 1998) y en Dzoumogné (2 mm³, construido en 2001).[50] También está la marisma de Badamiers, en Petite-Terre, una laguna marina con un gran manglar que conecta con el mar en marea alta.

El abastecimiento de agua potable de Mayotte está a cargo, desde 1977, de la SMAE (Société Mahoraise des Eaux, filial de Vinci Construction Dom Tom y adscrita a la Direction Déléguée de l'Océan Indien). Debido a la gran población, la escasa disponibilidad de agua dulce, la baja tasa de retención de agua y, sobre todo, los caprichos de la temporada de lluvias, a veces puede haber escasez de agua dulce, como la de 2016-2017.
El 80 % del agua potable procede de aguas superficiales (principalmente de los dos embalses de la ladera), el 18 % de pozos profundos y el 2 % de una planta desalinizadora de agua de mar instalada en Petite-Terre. Las infraestructuras distan mucho de ser suficientes para satisfacer las necesidades de la población. Como la infraestructura dista mucho de ser suficiente para satisfacer el fuerte crecimiento de la demanda (+10 % anual), se están estudiando varios proyectos importantes, en particular un tercer embalse en la colina que podría construirse para 2022.

### Clima
El clima es tropical con vientos alisios marítimos. Las temperaturas medias oscilan entre los 23 y los 30 °C (25,6 °C de media anual) y los niveles de humedad suelen superar el 85%. Hay dos temporadas principales, separadas por dos temporadas bajas más cortas:
- M'tsamboro, MayotteEstación lluviosa o kashkasini

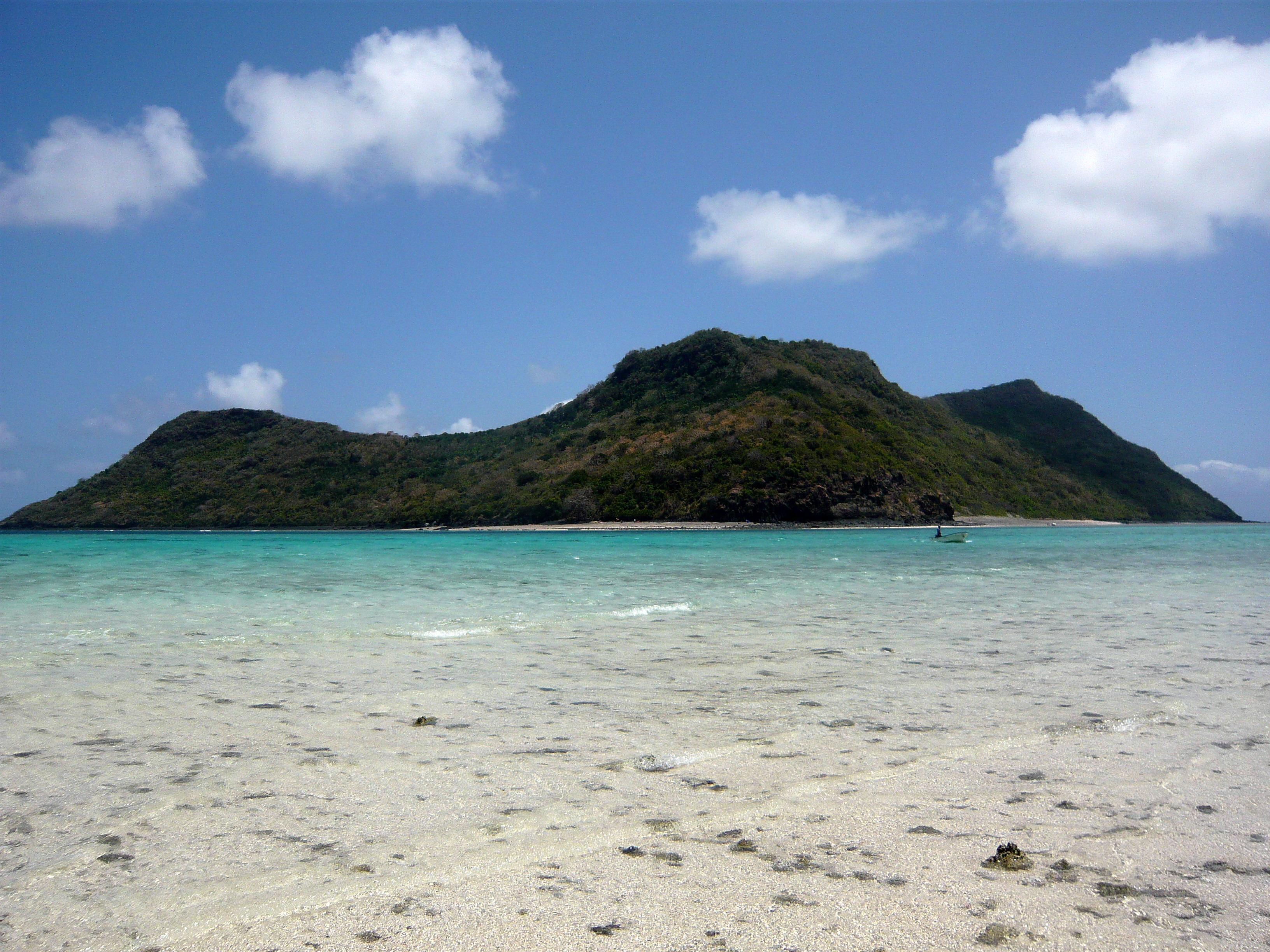
M'tsamboro, Mayotte

Oficialmente va del 1 de noviembre al 30 de abril, con un núcleo monzónico de diciembre a marzo, que alcanza su punto máximo en enero. La temperatura media es de 27,4 °C. La humedad es del 85 % durante el día y del 95 % por la noche. Los vientos del noreste traen fuertes lluvias. Dzaoudzi recibe más de un metro de agua a lo largo del año, el 80% de la cual cae durante la temporada de lluvias, y las inundaciones son frecuentes, sobre todo en la región de Mamoudzou. Esta estación se caracteriza por la abundancia de frutas tropicales y el verdor que cubre toda la isla.
- Estación seca o kussini:

Esto ocurre de junio a septiembre. La estación es más seca y aparecen los vientos alisios. La temperatura media es de 24,7 °C. Las verduras sustituyen a las frutas, la hierba se seca y algunos árboles (sobre todo los baobabs) pierden sus hojas.
- De abril a mayo, entre estaciones o matulahi:

Las temperaturas descienden y las precipitaciones son más escasas.
- Entre Estaciones de octubre a noviembre o m'gnombéni:

Las temperaturas y la humedad aumentan. Es el periodo de siembra (yuca, plátanos, maíz, etc.). Los árboles florecen.
Los vientos predominantes en las estaciones seca y húmeda son los alisios del suroeste y el monzón del noroeste. La temperatura del mar fluctúa en torno a los 25,6 °C, pero puede superar los 30 °C en la temporada más calurosa.
Los ciclones tropicales, que se incrementan a lo largo de su recorrido por el calor que se intercambia con las cálidas aguas superficiales del mar, son bastante raros en Mayotte, que está protegida por Madagascar. Sin embargo, a veces ocurre que ciertas depresiones rodean la isla-continente, y entonces pueden devastar la vegetación y las viviendas; así, los ciclones de 1819, 1829 (con el derrumbe del monte Kwale), 1836, 1858, 1864, 1898 (dos veces), 1920, 1934, 1950, 1962, 1975, 1978, de abril de 1984 (Kamisy, que devastó la isla) o de enero de 1987, que casi arrasó la isla y causó cientos de víctimas.

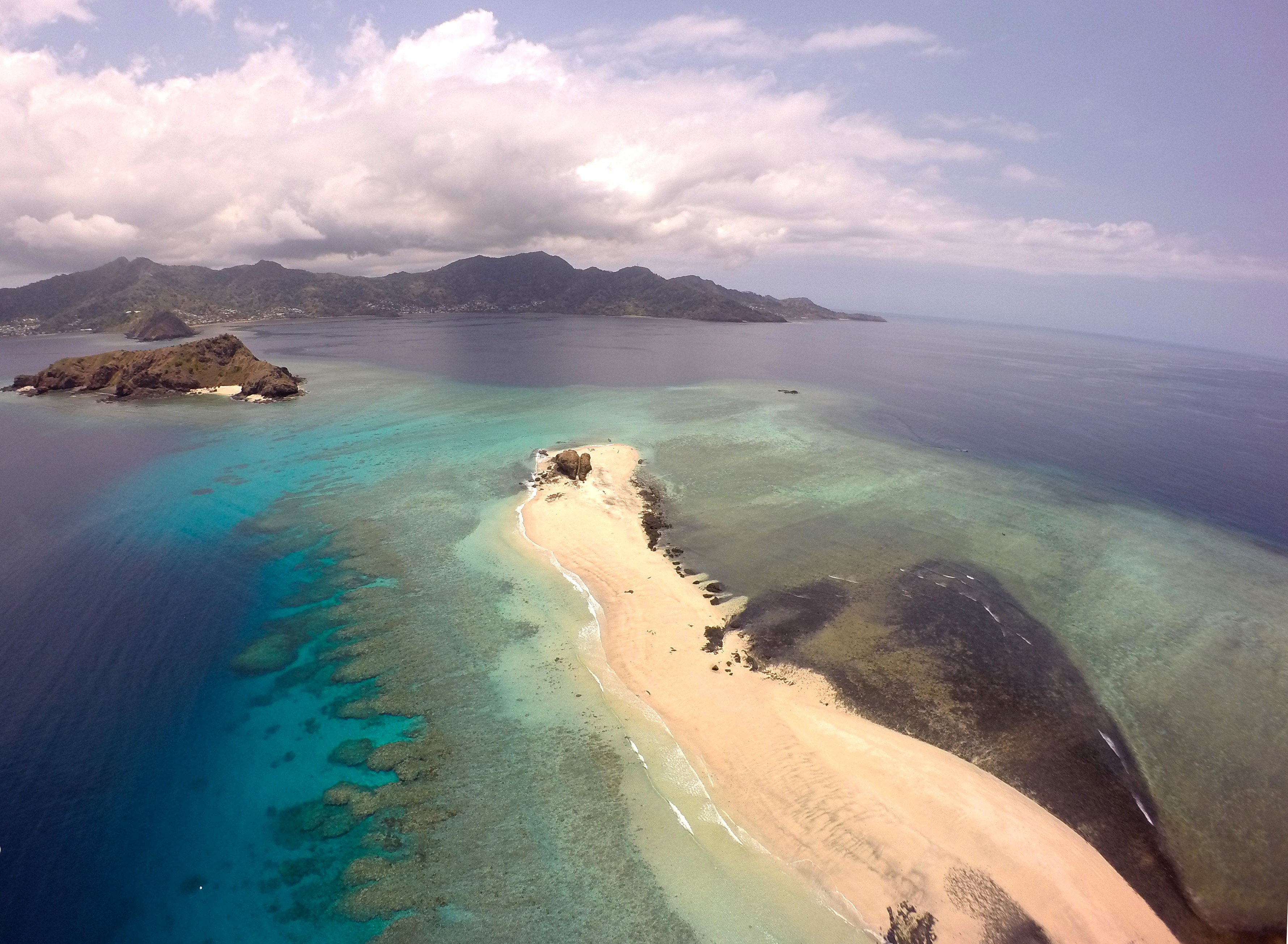
Islotes Choisil, Mayotte

## Medio ambiente y patrimonio natural

### Entorno terrestre
Mayotte es una isla tropical con una biodiversidad sensacional: en particular, la flora de la isla es una de las más ricas del mundo en relación con su superficie, con al menos 1300 especies registradas, la mitad de las cuales son autóctonas o endémicas. 5577 ha (es decir, alrededor del 15 % de la superficie de la isla) tienen el estatus de "reservas forestales", que protegen la casi totalidad de los bosques húmedos naturales, una protección esencialmente teórica, sin embargo, ya que la deforestación incontrolada es importante.
Los baobabs de Adansonia digitata crecen cerca de los lechos de tortugas y sus playas, y a veces albergan colonias de murciélagos de la fruta, un murciélago gigante que se alimenta de frutas. Algunos de estos baobabs han sido datados por los científicos con más de 400 años; Mayotte es también la única tierra del mundo, junto con Madagascar, que alberga varias especies de baobab. Los paisajes más conservados se encuentran en el sur de Grande-Terre, especialmente en la punta de Saziley o en N'Gouja, y también en el este de Petite Terre. Los estuarios y algunas bahías también albergan importantes bosques de manglares.
En los bosques y agrobosques del archipiélago, el lémur marrón o "Mayotte maki", un lémur ágil que se alimenta de frutos y hojas, vive en grupos de siete a doce individuos, a veces más en las zonas donde se alimenta de turistas. Estos animales fueron probablemente importados por las primeras poblaciones humanas para servir de caza, al igual que el erizo malgache. También se puede encontrar la civeta malgache, aunque más raramente. Sólo hay 15 especies de mamíferos en la isla , probablemente todas importadas por el hombre, a excepción de los murciélagos.

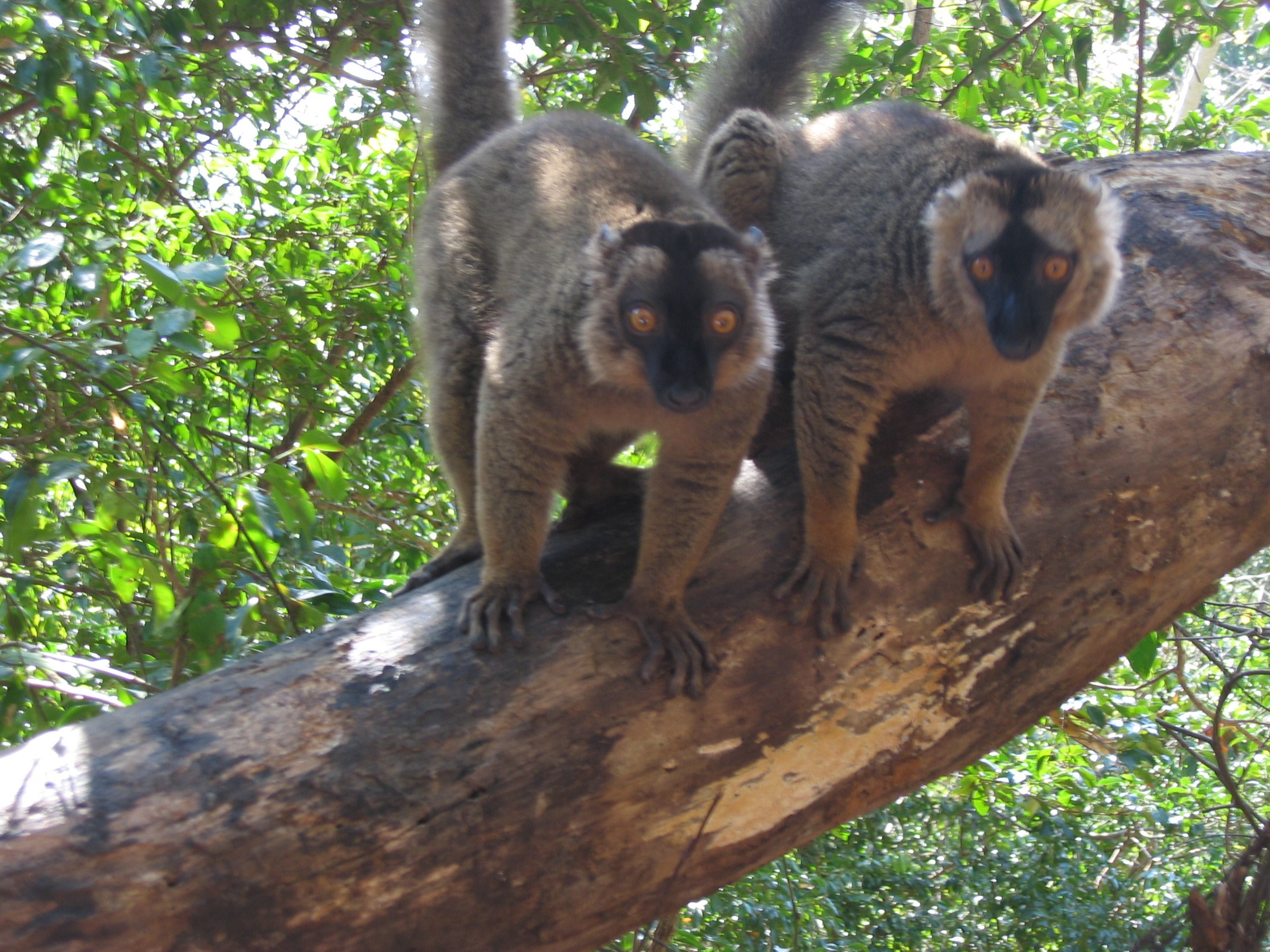
Makis (Eulemur fulvus) en el islote de Mbouzi (Mayotte)

En Mayotte hay unas 140 especies de aves, la mayoría de las cuales son típicas de las tierras africanas y malgaches vecinas, como el martín pescador triste, la garceta grande o el pájaro de cola pajiza.
En cuanto a los reptiles, existen unas 18 especies en Mayotte, entre las que se encuentran varias especies de salamanquesas, como la bella pero invasiva salamanquesa diurna de polvo dorado (Phelsuma laticauda), numerosos eslizones y camaleones, así como algunas pequeñas serpientes endémicas (inofensivas), principalmente en las montañas, entre las que se encuentra al menos una especie endémica, Madatyphlops eudelini. Los anfibios sólo están representados por dos especies de ranas.
Entre los invertebrados, existen actualmente 23 especies de moluscos terrestres (caracoles y babosas), 116 especies de mariposas (12 de ellas endémicas), 38 especies de libélulas, 50 especies de ortópteros (grillos, langostas y saltamontes, 31 de ellos endémicos) y 150 especies de escarabajos.
Mayotte es muy rica en biodiversidad vegetal, pero el bosque primario está disminuyendo en favor de los cultivos y las viviendas, y ahora sólo cubre el 5 % de la isla, el resto está cedido a la agricultura (legal o no) y a las especies introducidas o invasoras. Esta deforestación genera riesgos de inestabilidad para la tierra y el litoral, así como de contaminación y degradación de la laguna, mientras la presión territorial y la demografía siguen creciendo. 
Al ritmo actual de deforestación, todos los bosques naturales de Mayotte podrían desaparecer en treinta años, según la asociación Les Naturalistes de Mayotte, que vigila la evolución ecológica de la isla. En particular, para frenar este fenómeno, se creará en 2021 una "reserva natural forestal nacional" que pretende proteger el bosque primario de Mayotte en 2801 hectáreas repartidas en seis macizos forestales que se extienden por 11 de los 17 municipios del departamento.

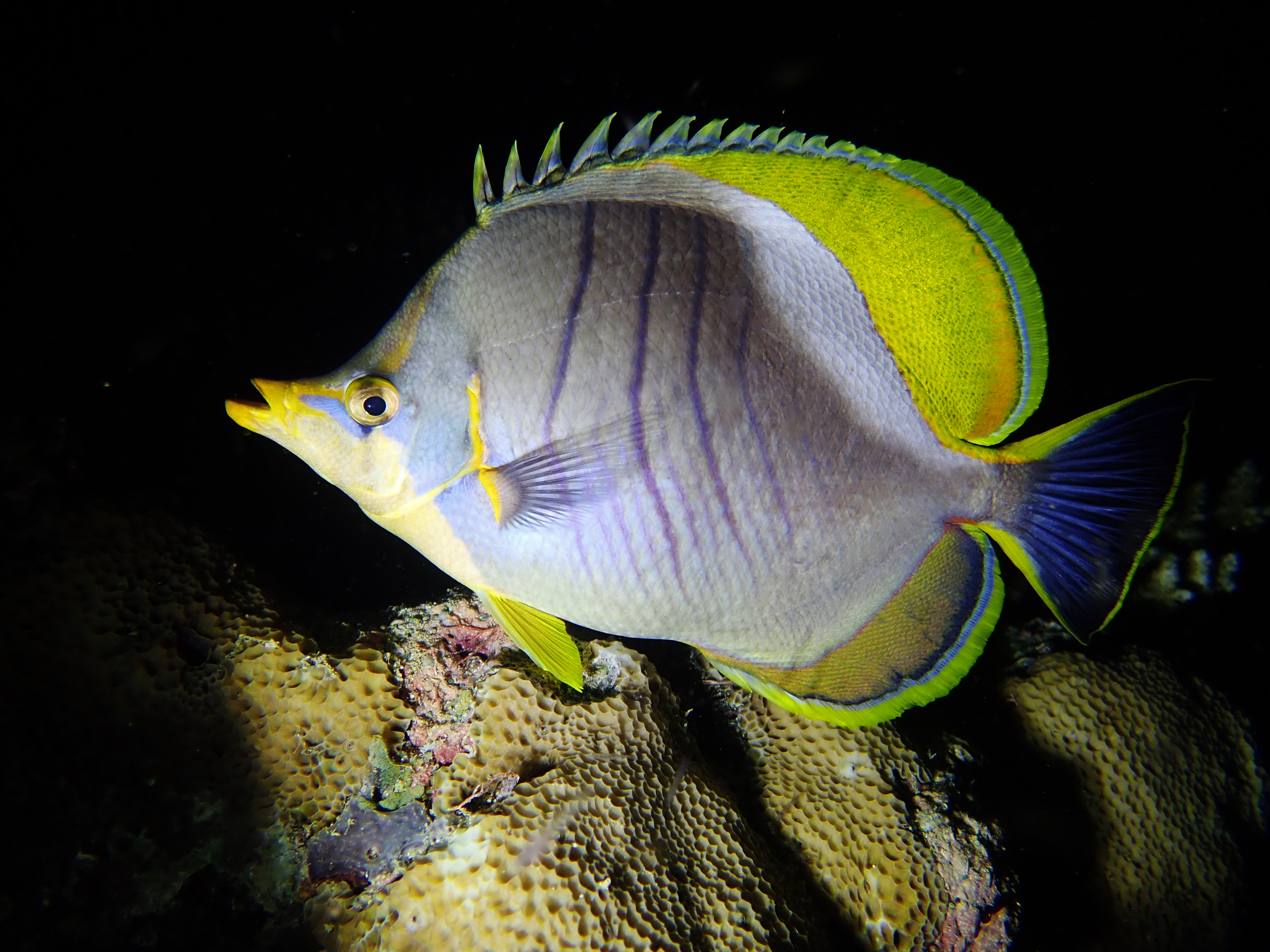
Pez mariposa de cara amarilla (Chaetodon xanthocephalus) en colores nocturnos, en Mayotte.

### Medio ambiente marino
El arrecife de coral de Mayotte es especialmente espectacular, y ostenta varios récords probables, como el de la mayor laguna del mundo, el más profundo y uno de los únicos con doble barrera. El arrecife de coral exterior tiene 195 km de longitud, y alberga 1500 km² de laguna, incluidos 7,3 km² de manglares.
Existen al menos 250 especies diferentes de coral, 760 especies de peces tropicales, y el Inventario Nacional del Patrimonio Natural enumera nada menos que 3616 especies marinas, pero esta cifra está probablemente lejos del recuento real, ya que muchos grupos aún no han sido inventariados de forma significativa. Dado que esta región del mundo sigue estando poco inventariada por los científicos, las aguas de Mayotte siguen albergando muchas especies desconocidas para la ciencia y permiten realizar importantes descubrimientos científicos cada año.
Las aguas cálidas de la laguna pueden albergar a ballenas parteras que viven de sus reservas de grasa del sur, y luego a sus crías en período de lactancia, y son el hogar de más de veinte especies de mamíferos marinos, es decir, una cuarta parte de las especies conocidas, incluidos bancos de delfines muy grandes.
Mayotte sigue albergando una pequeña población de dugongos, estimada en menos de diez individuos, y por tanto en peligro crítico de extinción. La laguna es un vivero de peces. Los manglares desempeñan un papel de limpieza ecológica, impidiendo el flujo de sedimentos, aumentando la densidad de animales y plantas, en particular de especies de peces juveniles. También hay varias especies de tiburones, pero los encuentros son raros y nunca se ha producido ningún accidente en la zona.

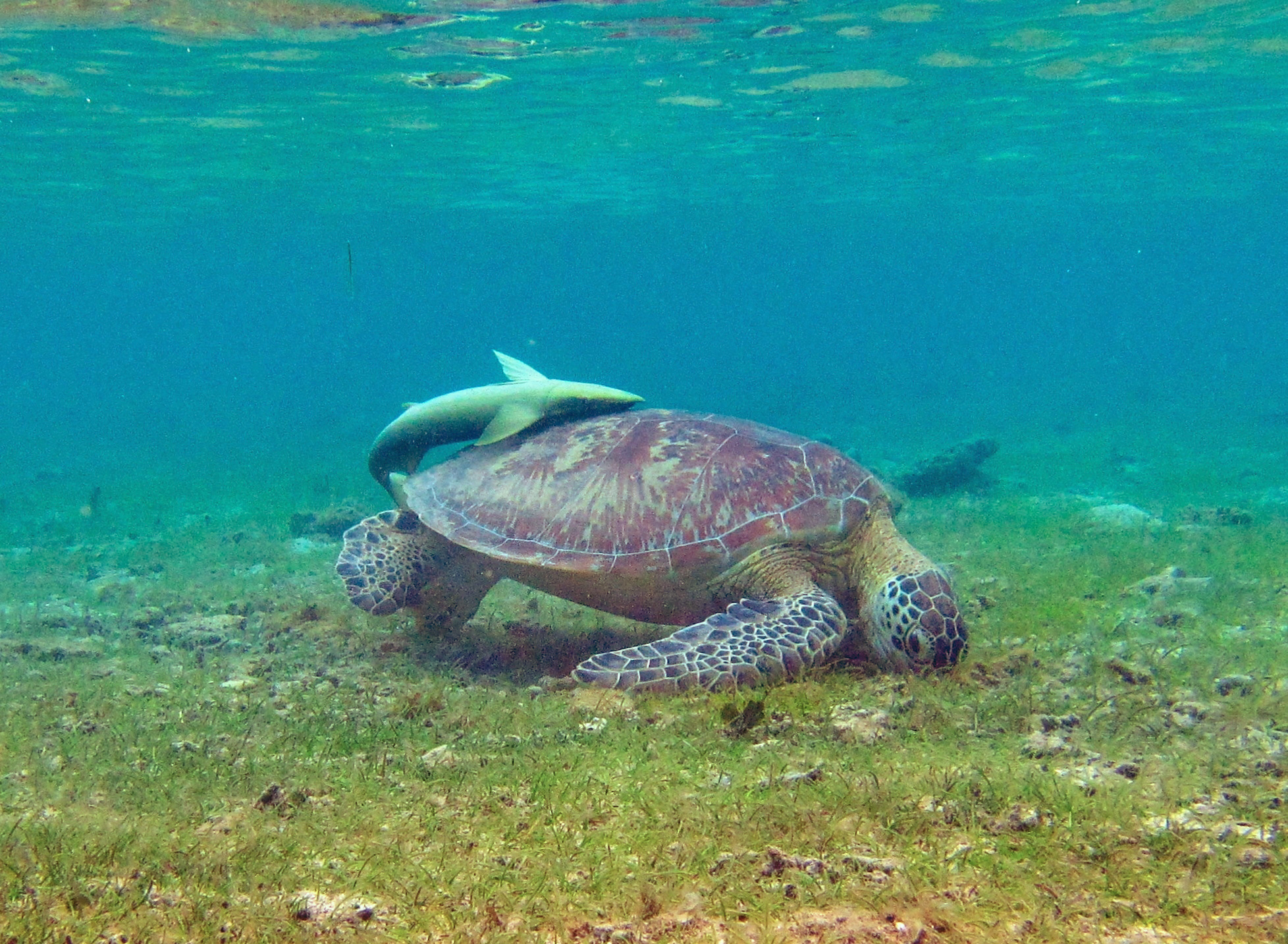
Tortuga verde Chelonia mydas en Mayotte

Otras especies emblemáticas de la laguna son la mantarraya de arrecife, que está especialmente presente de abril a junio. También están presentes otras especies de rayas de gran tamaño (raya águila, raya de mar, etc.).
Se han registrado cinco especies de tortugas marinas en Mayotte, y varias de ellas (principalmente la verde y la de carey) acuden a desovar a las playas; como zona importante de anidación de la tortuga verde, Mayotte registra unas 4000 tortugas que acuden a desovar a la arena de al menos 150 playas de Mayotte cada año. Las tortugas y los mamíferos marinos emblemáticos de la laguna están protegidos.
Mayotte cuenta con cuatro zonas marinas protegidas (donde están prohibidas la pesca y las actividades destructivas): el Parque Marino de Saziley, el Passe en S (reserva integral de pesca), la zona de protección del sitio natural de N'Gouja y la Reserva Natural Nacional del Islote de Mbouzi. Toda la isla y sus aguas circundantes están bajo la protección del parque natural Marino de Mayotte, que no es una zona marina protegida sino una "zona de adhesión" en la que las actividades potencialmente perjudiciales para el medio ambiente están sujetas a la aprobación del consejo de administración.

## Gobierno y política
Desde 2011, Mayotte es una sola entidad territorial, en la que una única institución, el Consejo Departamental de Mayotte, ejerce las competencias de un departamento y de una región, en el marco de la identidad legislativa.

### Situación jurídica
La ley de 11 de julio de 2001 relativa a Mayotte prevé la aplicación progresiva del derecho común francés a Mayotte, con vistas a su conversión en departamento de ultramar (DOM). Esta ley convirtió a Mayotte en una autoridad departamental con un consejo general y una administración descentralizada, en vigor desde el 1 de abril de 2004, manteniéndose este estatus hasta el 30 de marzo de 2011. Desde 2001, las normas aplicables a Mayotte se recogen en el Código General de Autoridades Territoriales. La ley orgánica del 21 de febrero de 2007 reescribió este estatuto, ampliando la lógica de la ley de 2001. A partir del 1 de enero de 2008, salvo en algunas materias (fiscalidad, urbanismo, derecho social, etc.), la identidad legislativa rige el régimen legislativo de Mayotte: esto significa que se aplicará el derecho común, como en los departamentos de ultramar.

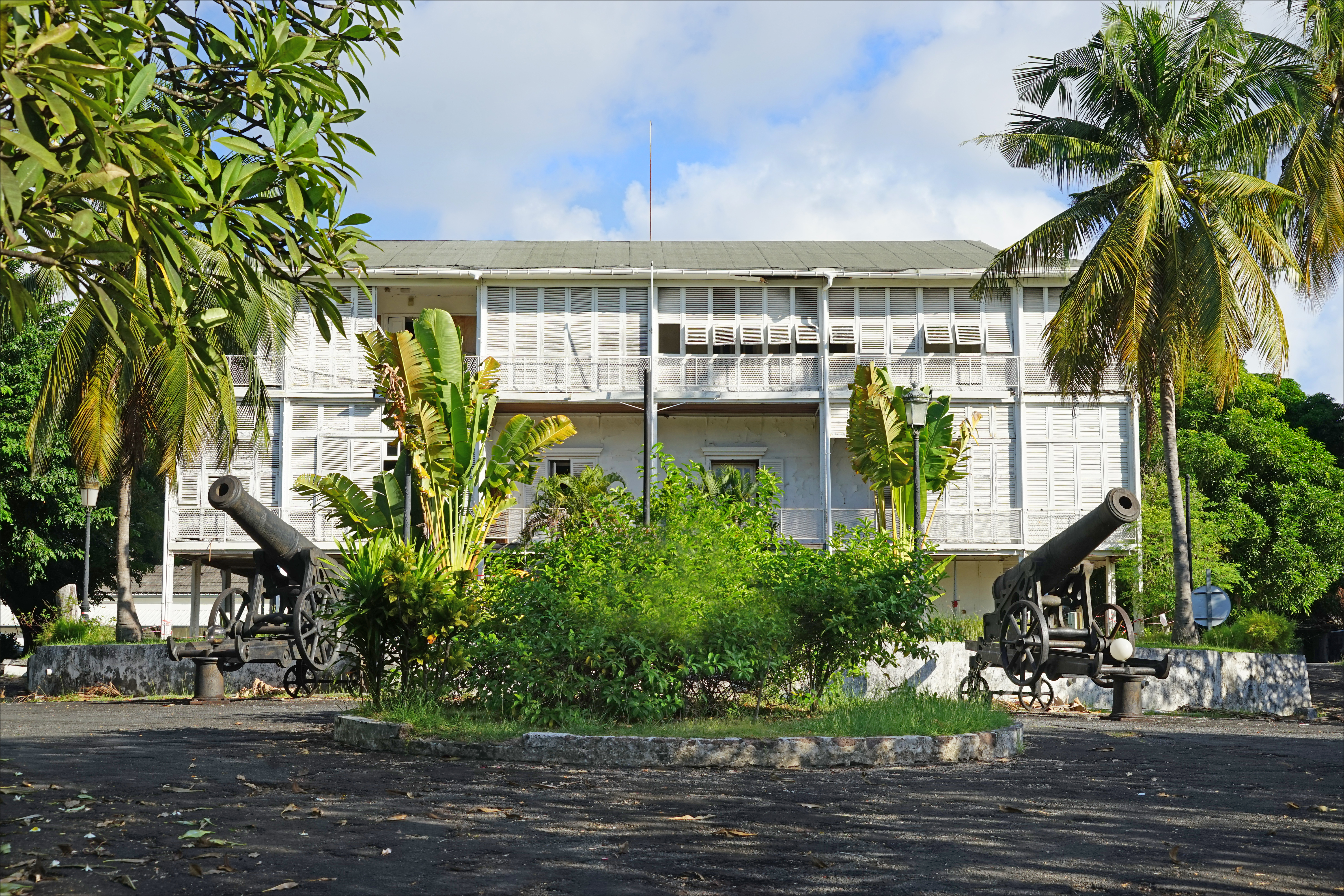
Residencia del Gobernador de Mayotte

El Estado francés está representado hasta el 30 de marzo de 2011 por un comisario del Gobierno que actúa como prefecto, y desde esa fecha por un prefecto de pleno derecho. En cuanto a la educación nacional, Mayotte es un vicerrectorado (adscrito a la Reunión), que debería evolucionar hacia un rectorado a partir de 2019.
El cambio de estatus de la isla también se refleja en términos de cuestiones medioambientales sobre las que las autoridades locales tienen una responsabilidad cada vez mayor.

### Divisiones administrativas
Mayotte está dividido en 17 comunas. Hay a su vez 19 cantones, los cuales pertenecen cada uno a una de las comunas, excepto la comuna de Mamoudzou, que está dividida en 3 cantones. No hay distritos.

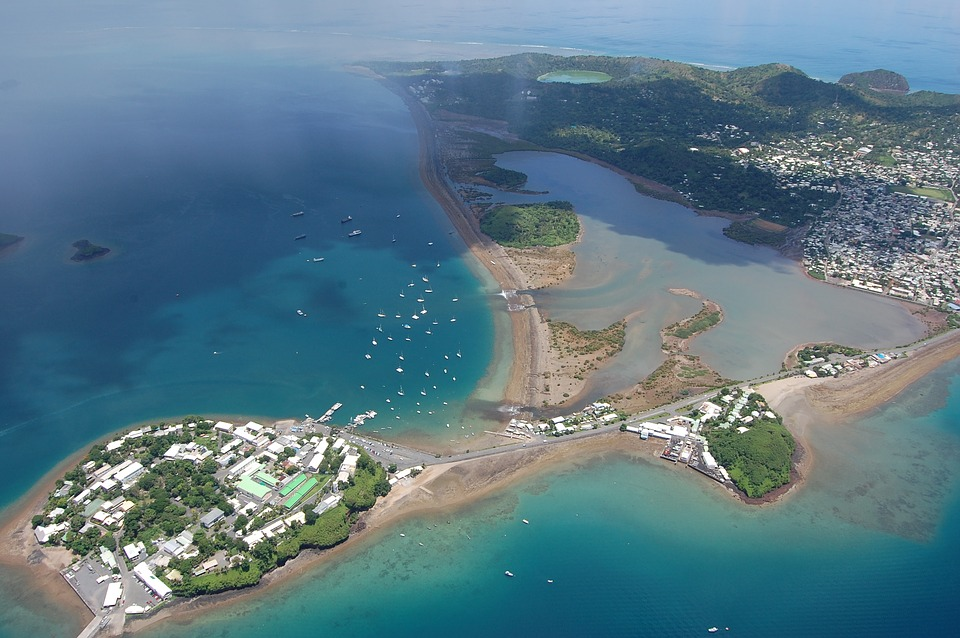
Vista de "Petite-Terre".

| 1. Dzaoudzi 2. Pamandzi 3. Mamoudzou 4. Dembéni 5. Bandrélé 6. Kani-Kéli 7. Bouéni 8. Chirongui 9. Sada 10. Ouangani 11. Chiconi 12. Tsingoni 13. M'Tsangamouji 14. Acoua 15. Mtsamboro 16. Bandraboua 17. Koungou |

### Departamentalización
Mayotte se convirtió en departamento y región de ultramar el 31 de marzo de 2011 con una única institución, el Conseil départemental de Mayotte.
Tras la renovación del Consejo General en marzo de 2008, los consejeros generales de Mayotte adoptaron el viernes 18 de abril de 2008 (por unanimidad) una resolución en la que invitan al Gobierno francés a transformar la colectividad en un DOM. Por lo tanto, el gobierno debía consultar a la población de Mayotte en un plazo de doce meses sobre el proceso de departamentalización. 
Sin embargo, la ONU y las Comoras habían advertido que consideraban nula cualquier consulta organizada en el marco de la departamentalización de la isla de Mayotte. La consulta tuvo lugar el 29 de marzo de 2009, tal como había prometido el presidente de la República, Nicolas Sarkozy. Todas las organizaciones políticas locales votaron a favor del "Sí". La participación estuvo marcada por un alto índice de abstención (38,63 %). El "Sí" ganó con más del 95,2 % de los votos emitidos.
En otoño de 2011 se examinaron una ley orgánica y una ley ordinaria que especifican las condiciones de esta transformación, que entrará en vigor después de las elecciones cantonales de 2011, ya que la comunidad se regirá por el artículo 73 en lugar del artículo 74. La ley prevé disposiciones transitorias, como la creación de un sistema fiscal local, sólo en 2014.

Mayotte se convirtió así en el centésimo primer departamento francés y el quinto de los territorios franceses de ultramar, junto con Guadalupe, Guayana, Martinica y Reunión, el 31 de marzo de 2011. Ejerce las competencias atribuidas a los departamentos de ultramar y a las regiones, siendo la misma asamblea la que ejerce las competencias del consejo general y las del consejo regional. La ley orgánica adoptada a tal efecto fue validada por el Consejo Constitucional. Las dos leyes (orgánica y ordinaria) fueron promulgadas el 7 de diciembre de 2010 y publicadas en el Diario Oficial el 8 de diciembre.

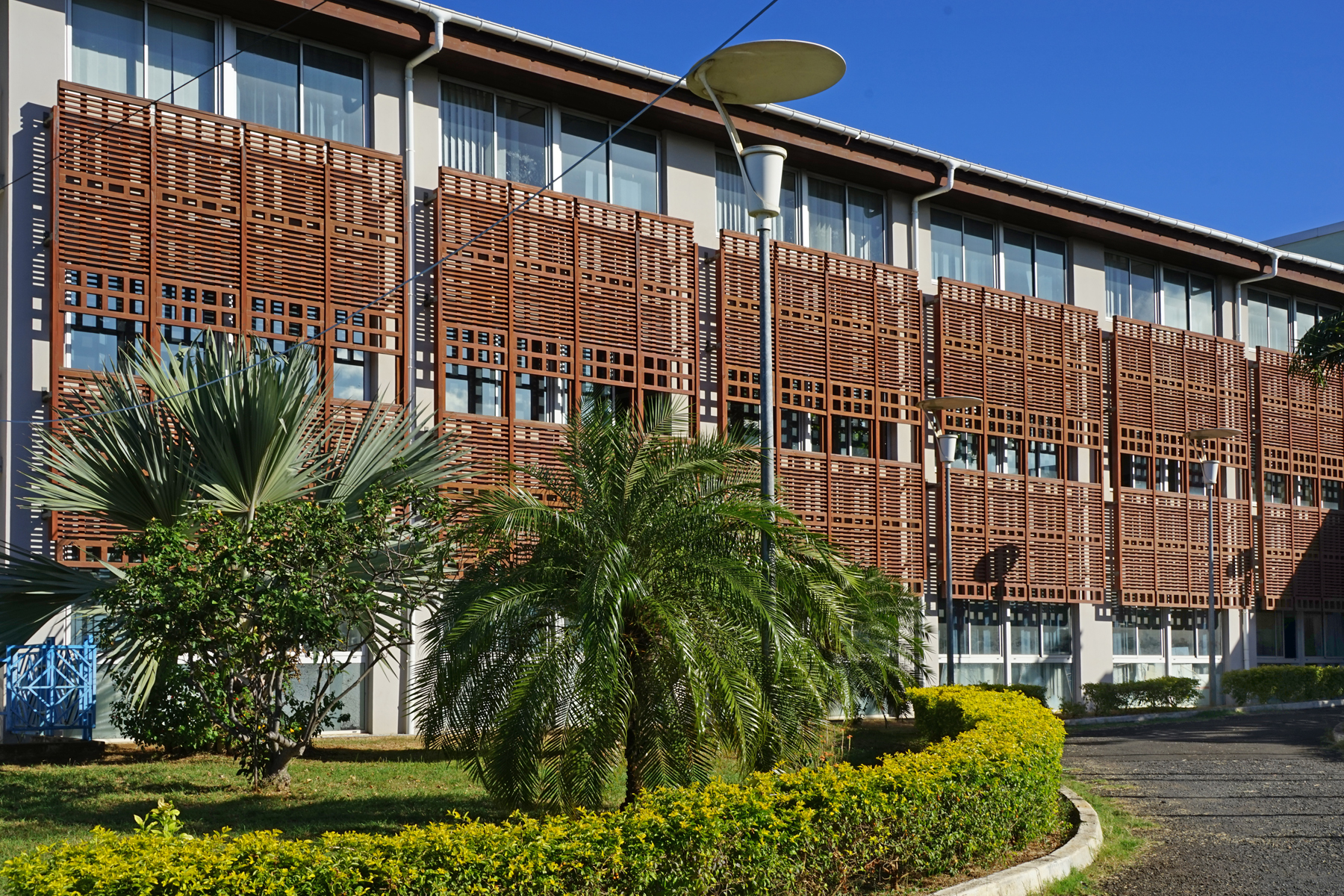
El Consejo Departamental de Mayotte

Este nuevo estatus no incluye automáticamente al centésimo primer departamento en la categoría de regiones ultraperiféricas. La solicitud de integración de Mayotte como parte integrante de la Unión Europea (UE) fue aprobada por el Consejo Europeo el 11 de julio de 2012. Según esta decisión, Mayotte conserva su estatus de país y territorio de ultramar hasta el 31 de diciembre de 2013 y se convierte en la novena región ultraperiférica de la Unión el 1 de enero de 2014.
La departamentalización, que se llevó a cabo de forma precipitada, fue calificada por el Tribunal de Cuentas como una "precipitación" y una reforma "insuficientemente preparada y gestionada" cuyo coste y riesgos financieros no fueron evaluados.
En 2018, el mismo Tribunal de Cuentas criticó al departamento de Mayotte, en particular por su desastrosa gestión de los recursos humanos, herencia de décadas de contratación de funcionarios no cualificados e ineficaces, pero con unos costes salariales y funcionales desorbitados (viviendas y coches de empresa, gastos de misión). Así, en 2017, el coste salarial representó por sí solo más de un tercio del presupuesto total del departamento, al tiempo que las vacantes, el absentismo y los numerosos fallos hacen que este consejo departamental sea extremadamente disfuncional e ineficaz en sus principales misiones. 
También se constataron irregularidades que rozan la infracción: los agentes siguieron cobrando del departamento varios años después de haberlo abandonado, se nombraron varios directores a pesar de no tener ni el grado ni el nivel de formación correspondientes a su función, y los elegidos gastaron más del doble de su presupuesto en gastos de misión. En términos más generales, el Tribunal señala "viajes y misiones falsas, amiguismo en la contratación, exceso de personal, bonificaciones ilegales, desorganización, pequeños y grandes acuerdos con la normativa, directores sin competencias, servicios fantasmas, empleos ficticios, titularidad en abundancia ".

### Vida política
En 1958, cinco territorios de ultramar poco poblados optaron por mantener su estatus y no convertirse en Estados dentro de la nueva Comunidad Francesa: San Pedro y Miquelón, la Costa Somalí Francesa (que se independizó con el nombre de Yibuti), el Territorio de las Comoras (el antiguo protectorado más la antigua colonia de Mayotte), Nueva Caledonia y la Polinesia Francesa. Estos PTU siguieron enviando representantes a la Asamblea Nacional, pero debido al retraso en el ejercicio de la opción, no pudieron participar en las elecciones legislativas del 23 y 30 de noviembre de 1958, las primeras de la Quinta República. La sede de la diputación de Mayotte se remonta así a la de las Comoras, ya que esta última, por su voto del 8 de febrero de 1976 ("Sí" al 99,4 %, es decir, el 82,3 % de los votantes registrados) mantuvo sus vínculos con Francia.

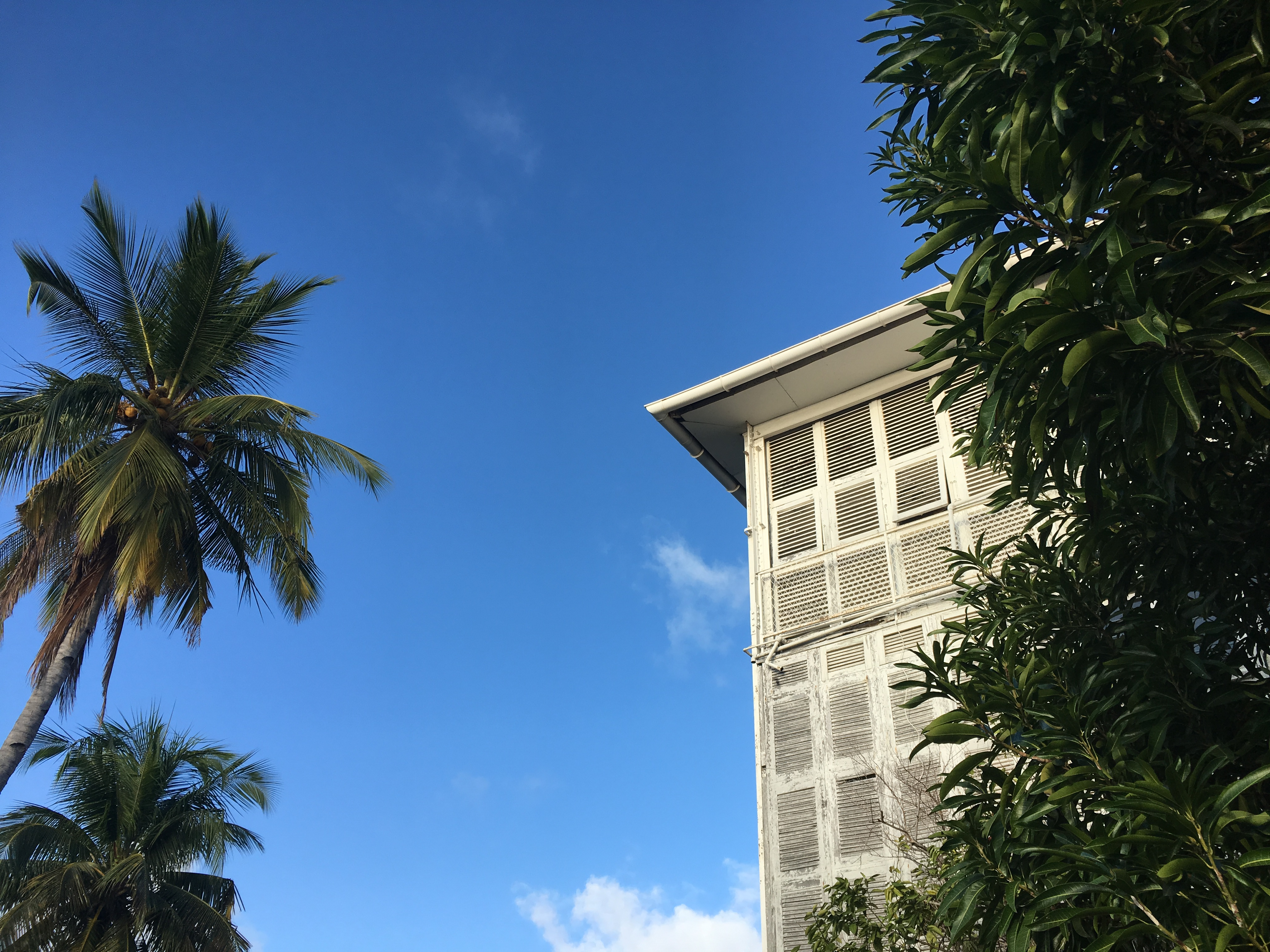
Residencia del Prefecto en Mamoudzou

En 1978, la UDF Younoussa Bamana fue la primera diputada elegida, y luego reelegida, en esta comunidad territorial de 19 000 votantes. Con la elección de François Mitterrand, fue elegido Jean-François Hory, cercano al PRG (Valéry Giscard d'Estaing había obtenido poco antes el 89,9 % de los votos). En 1986, un centrista de Martinica, Henry Jean-Baptiste, fue elegido y reelegido en 1988, 1993 y 1997. En 2002, el RPR-UMP Mansour Kamardine, vicepresidente primero del Consejo General, fue elegido frente al candidato de la UDF-MDM que se presentaba para suceder al diputado saliente.
En las elecciones legislativas de 2007, Abdoulatifou Aly (Movimiento Democrático), candidato de la Fuerza de la Alternancia del Movimiento Departamentalista Mahonés (una disidencia del Movimiento Departamentalista Mahonés) fue elegido en la segunda vuelta frente a Mansour Kamardine.
En 2007, el proyecto de departamentalización de Mayotte se aceleró bajo el impulso del diputado Mansour Kamardine, que consiguió la adopción de una ley de consulta sobre la departamentalización. En 2008, el Secretario de Estado Roger Karoutchi anunció el 24 de enero que, tras las elecciones de marzo, el Consejo General adoptaría, si lo deseaba, una resolución para que Mayotte se convirtiera en un departamento-región. Tras las elecciones cantonales de marzo de 2008, Ahmed Attoumani Douchina, consejero general del cantón de Kani-Kéli (UMP), fue elegido presidente del consejo general por trece votos a favor, cinco en contra y un voto nulo, sucediendo a Saïd Omar Oili, sin etiqueta de partido y presidente del Nouvel Élan pour Mayotte (NEMA). 
El nuevo presidente fue elegido por una coalición UMP-PS-MDM (el MDM forma parte del Mouvement Populaire Mahorais) a favor de dicha evolución, que se esperaba entonces para 2008 o 2009. A pesar de la votación la ONU y las Comoras habían advertido que consideraban nula cualquier consulta organizada en el marco de la departamentalización de la isla  de Mayotte. El referéndum para la departamentalización tuvo lugar el 29 de marzo de 2009.
Durante su visita, el ministro de Ultramar, Christian Estrosi, planteó la posibilidad de recurrir al droit du sol para desalentar la inmigración ilegal, pero esta idea no fue retomada por su sucesor, Yves Jégo.
El estatuto de DOM puede ser incompatible con el mantenimiento del estatuto personal, y la cuestión no está clara al respecto, ya que, por ejemplo, los franco guayaneses, los valones y los neocaledonios ya tienen ese estatuto, y la Constitución ya "protege" el estatuto personal en todo el territorio de la República.
La departamentalización implica cambios importantes, algunos de los cuales se han aplicado desde 2003 bajo el impulso del diputado Mansour Kamardine: la edad mínima legal para que las mujeres se casen se ha elevado de 15 a 18 años, se prohíben los matrimonios polígamos, aunque no se cuestionan las situaciones adquiridas, y la justicia cadial está siendo sustituida por la justicia civil. 
También se incrementarán gradualmente los mínimos sociales, empezando por los dos únicos en vigor, los de adultos discapacitados y ancianos. Del mismo modo, la transformación de Mayotte en un departamento de ultramar debería permitir la asignación de la renta de solidaridad activa (RSA), lo que explica el cabildeo de una gran parte de la clase política en este sentido. 
La RSA se pagará a partir de 2012 a una cuarta parte de lo que se paga en la Francia metropolitana y luego se revalorizará gradualmente en un periodo de 20 a 25 años, en función del ritmo de desarrollo económico de la isla, pero con la creación de un catastro, el impuesto sobre la vivienda y el impuesto sobre la propiedad también deberían hacer su aparición.
A finales de 2012, la situación social en Mayotte sigue siendo problemática. El 75 % de los habitantes de la isla solo habla shimaoré, el 48 % de los adolescentes de entre 16 y 18 años son analfabetos y fracasan en la escuela, y el 64% de los alumnos del CE1 no aprueban el examen de francés.

## Demografía

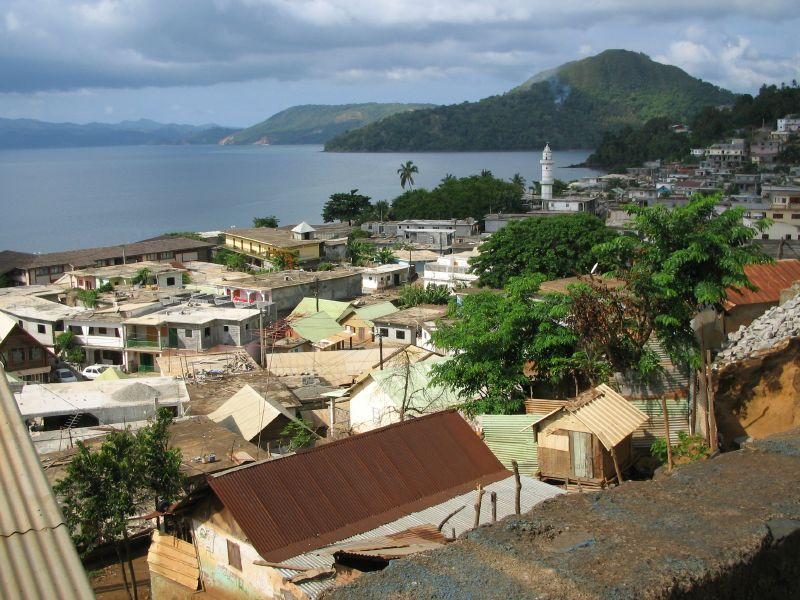
Vista de Sada, con una mezquita al fondo.

El crecimiento demográfico de Mayotte es muy fuerte: la isla tenía 3000 habitantes cuando fue comprada por Francia en la década de 1840, 11 000 en 1911, 67 205 en 1985, un crecimiento que se ha acelerado con 186 452 habitantes en 2007, 212 645 en 2012 y 256 518 habitantes en 2017. Esto lo convierte en el departamento francés con mayor índice de crecimiento demográfico (3,8 % anual) e incluso en el de mayor crecimiento demográfico de todo el continente africano, con la excepción de Níger, uno de los países más jóvenes del planeta.
Mayotte tiene una población muy joven: actualmente, más de uno de cada dos habitantes tiene menos de 20 años en Mayotte (frente a 1/3 en Reunión y 1/4 en Francia continental). Según una proyección del INSEE realizada en 2020, la población de Mayotte podría alcanzar entre 440 000 y 760 000 habitantes en 2050.
Este crecimiento es el resultado de una alta fertilidad y de la inmigración. En 2019, la tasa de fertilidad es de 4,68 hijos por mujer. En 2017, el CHM de Mayotte volvió a ser la primera maternidad de Francia, con 9800 nacimientos, superando su propio récord cada año.
Mayotte es el departamento más densamente poblado (829 habitantes/km²) fuera de Île-de-France. En comparación, el segundo DOM más densamente poblado es la Isla de la Reunión, con sólo 339 habitantes/km², es decir, menos de la mitad de la densidad de Mayotte.
La mejora de las condiciones higiénicas, de la sanidad pública (rural, medicina preventiva, gratuita para todos hasta 2005) y del nivel de vida se ha traducido en un descenso de la tasa de mortalidad del 25 ‰ de habitantes en el censo de 1958, al 7,36 ‰ en 2008. La tasa de mortalidad estimada en 2015 es del 2,8 ‰, pero el Insee la considera subestimada.
Pese a tener la esperanza de vida media más baja de todos los departamentos franceses, Mayotte cuenta con algunas personas muy ancianas, como Tava Colo, nacida oficialmente el 22 de diciembre de 1902 en Passamaïnty y fallecida en la misma localidad el 1 de mayo de 2021 (a los 118 años), y que fue la decana de los franceses durante varios años. En 2020, se calcula que 2350 mayotíes tendrán más de 75 años.

Se calcula que el 84 % de la población vive por debajo del umbral de la pobreza en Mayotte. El Índice de Desarrollo Humano de Mayotte se ha estimado en 0,75174, lo que según los autores de la estimación situaría a Mayotte en el puesto 70 del mundo (no muy lejos de Argelia).
| Gráfica de evolución de Mayotte entre 1958 y 2017 |
|                                                   |

### Ciudades y hábitat

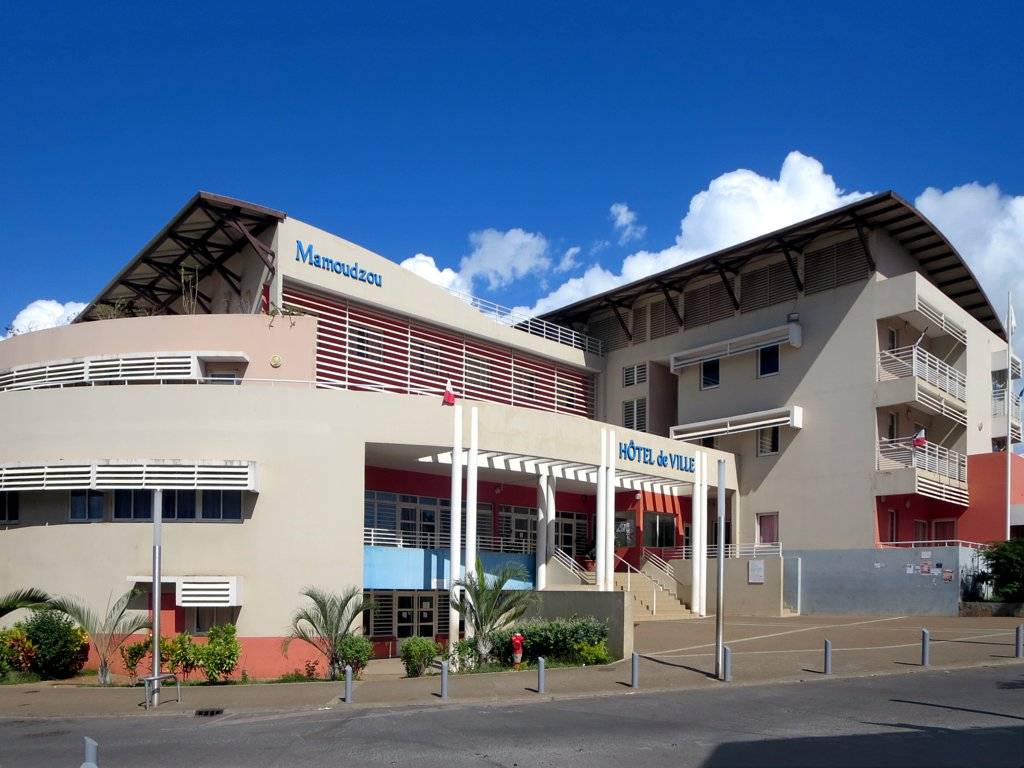
Ayuntamiento o Alcaldía de Mamoudzou

El fuerte crecimiento demográfico de Mayotte se refleja en una aceleración de la urbanización. Mamoudzou, la capital y principal ciudad del departamento, tenía 71 437 habitantes en 2017, frente a los 53 022 de diez años antes. Se encuentra en el centro de una zona de influencia de 256 518 habitantes en 2017. El segundo municipio más poblado, Koungou (32 156 habitantes en 2017), limita con Mamoudzou. Los municipios de Grande Terre cercanos a la ciudad principal son los que más se están desarrollando.
Las condiciones materiales de vida de una gran parte de la población siguen siendo muy deficientes, con una expansión del chabolismo que probablemente sea la primera de Europa: "el 28 % de las viviendas no tienen agua corriente, el 59 % no tienen aseos dentro de la vivienda y el 52 % no tienen bañera o ducha". El 21 % de las viviendas no tienen electricidad (sin contar los numerosos hogares que se benefician de conexiones ilegales).
El 47 % de las viviendas tienen sólo una o dos habitaciones (frente al 19 % en Francia metropolitana), a pesar de que el tamaño medio de los hogares es mucho mayor, lo que significa que más de la mitad de las viviendas están superpobladas, ya que una de cada tres personas vive en un hogar de más de cuatro personas en una o dos habitaciones (frente al 0,5 % en Francia metropolitana). El 79 % de los hogares de Mayotte viven en viviendas precarias, y sólo el 3 % se beneficia de viviendas sociales.

### Salud
Mamoudzou es la única ciudad donde existe un hospital (el CHM, Centre Hospitalier de Mayotte), con anexos en Dzaoudzi (en Petite-Terre), Chirongui, Kahani y Dzoumogné. Desde 2001, el CHM cuenta con un servicio de salud mental. La capacidad total del hospital es de 411 camas.
Se han abierto las llamadas unidades de maternidad "intercomunitarias": Mramadoudou en el sur de la isla (2005), la comuna Kahani de Ouangani en el centro (2006) y Bandraboua en el norte (2010).
Sin embargo, la gran mayoría de los nacimientos tienen lugar en Mamoudzou, lo que convierte al CHM en la primera maternidad de Francia: el 54% de los nacimientos anuales en la isla en 2003, el 57,3% en 2004. Desde el 1 de abril de 2005, la asistencia sanitaria deja de ser gratuita en el territorio. Los pacientes deben presentar la tarjeta de la Seguridad Social o pagar una cuota fija en los centros de salud públicos o una cuota a un médico privado.
También hay una quincena de dispensarios en los pueblos, que se reparten los escasos médicos de guardia. Están apoyados por cuatro hospitales intercomunales, o dispensarios de referencia: una sucursal del CHM de Petite-Terre (Dzaoudzi), el Hospital del Sur (Chirongui), el Hospital del Centro (Kahani) y el Hospital del Norte (Dzoumogné) .

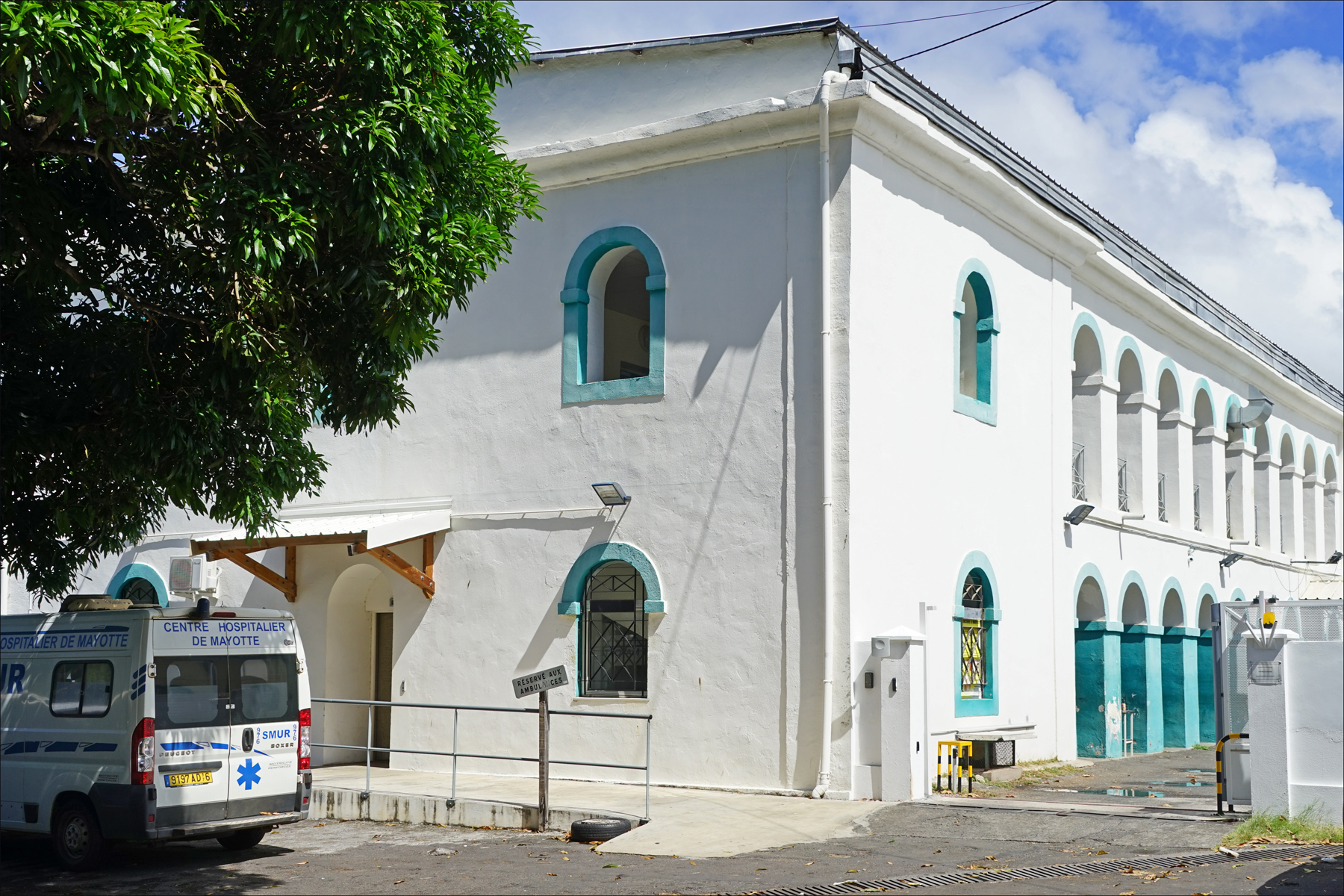
Centro Hospitalario de Mayotte en Dzaoudzi construido en 1847

La isla es el territorio francés más desfavorecido en cuanto a personal médico, ya que sólo hay 0,18 médicos por cada 1000 habitantes en Mayotte, frente a 2 en la Francia metropolitana (y 1,8 en la isla de Reunión). Desde 2005, las enfermeras se han establecido en la práctica privada, prestando asistencia a domicilio.
Aunque es posible beneficiarse de la cobertura sanitaria universal en Mayotte, sus habitantes no pueden beneficiarse de la CMU-Complémentaire como en la Francia continental. En la isla se han registrado casos de malaria, dengue y chikunguña, todos ellos transmitidos por mosquitos, pero las infecciones en personas sanas que viven en condiciones higiénicas aceptables son raras. Las ratas son a veces vectores de la leptospirosis y una especie de caracol gigante invasor (Lissachatina fulica) puede transmitir una forma de meningitis (angiostrongilosis).
La obesidad es una de las principales lacras sanitarias de Mayotte: según el ARS, casi una de cada dos mujeres (47%) es obesa, y una de cada 10 personas es diabética entre los 30 y los 69 años. En consecuencia, la hipertensión y la diabetes tienen una prevalencia récord en el territorio. En 2020, si bien la isla ya se vio afectada por una ola de dengue, ahora está sufriendo toda la fuerza de la pandemia de Covid-19, con una situación social y sanitaria que impide la aplicación satisfactoria de medidas de protección.

### Idiomas

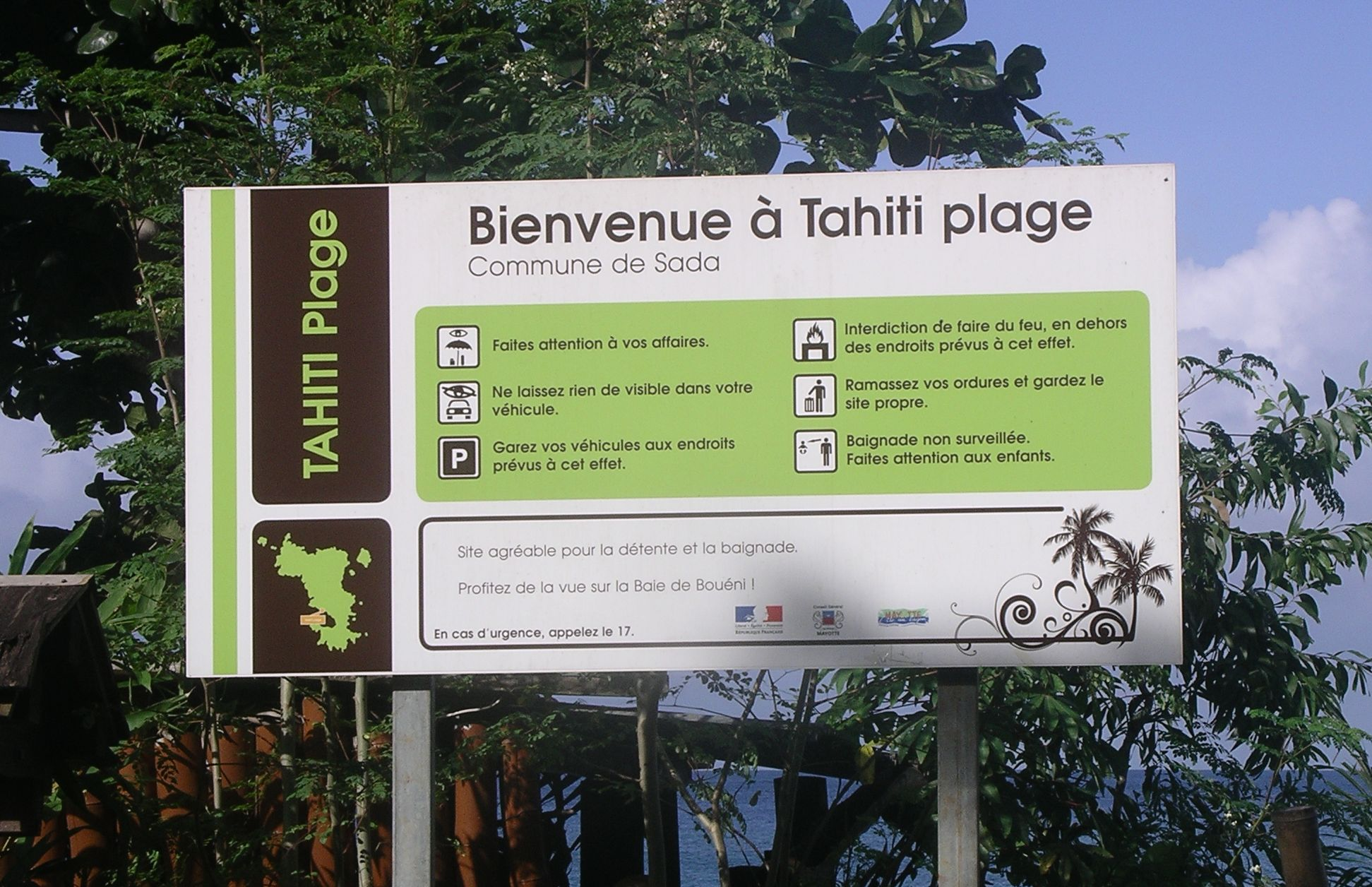
Cartel escrito en francés en la playa de Tahití, Mayotte

El francés es la única lengua oficial de Mayotte. Sin embargo, es poco o nada conocido por las personas mayores del mundo tradicional de la isla. Al igual que la mayoría de los jóvenes, dominan una lengua bantú africana, el mahorés (dialecto del kiswahili), o una lengua de origen malgache, el bushi (dialecto del sakalava), que es la lengua vernácula del sur y noroeste de Mayotte. Estas dos lenguas varían ligeramente de un pueblo a otro por la influencia de otros dialectos de la región. El shimaore es la lengua franca indígena de facto para el uso cotidiano, especialmente en los medios de comunicación. Se diferencia ligeramente de las lenguas habladas en Comoras, siendo la más cercana el shindzuani (hablado en Anjouan) y la más lejana, el shingazidja de Gran Comora, que se acerca más al kiswahili clásico de la costa este africana. Todos los dialectos comoranos están representados en Mayotte, entre la población inmigrante, con un claro predominio del shindzuani.
Se calcula que el analfabetismo en francés afectaba a un 35% de los hombres y a un 40% de las mujeres en el año 2000. La Alianza Francesa trabajó en su promoción, comprometiéndose con diversas actividades culturales emancipadoras, como las artes marciales, antes de la departamentalización. Sin embargo, este analfabetismo francés también se debe a una escasa familiaridad con el alfabeto latino. El analfabetismo en árabe es menor porque la lengua y el alfabeto árabes se enseñan con asiduidad en las madrasas. Sin embargo, desde la última década, el Estado ha realizado grandes esfuerzos en materia de educación, por lo que esta cifra ha ido disminuyendo constantemente y el analfabetismo sólo afecta a una determinada categoría de la población relativamente mayor.

#### Lenguas relevantes
- Francés lengua administrativa y de la educación.

- Shimaore: un dialecto del suajili muy influido por el francés y el malgache.
- Kibushi: una variedad occidental de malgache (lengua de Madagascar) influida por el shimaore y el árabe.
- Kiantalaotsi: otro dialecto occidental malgache también influido por el shimaore y el árabe.
- Árabe: esencialmente aprendido en las escuelas coránicas.

### Educación

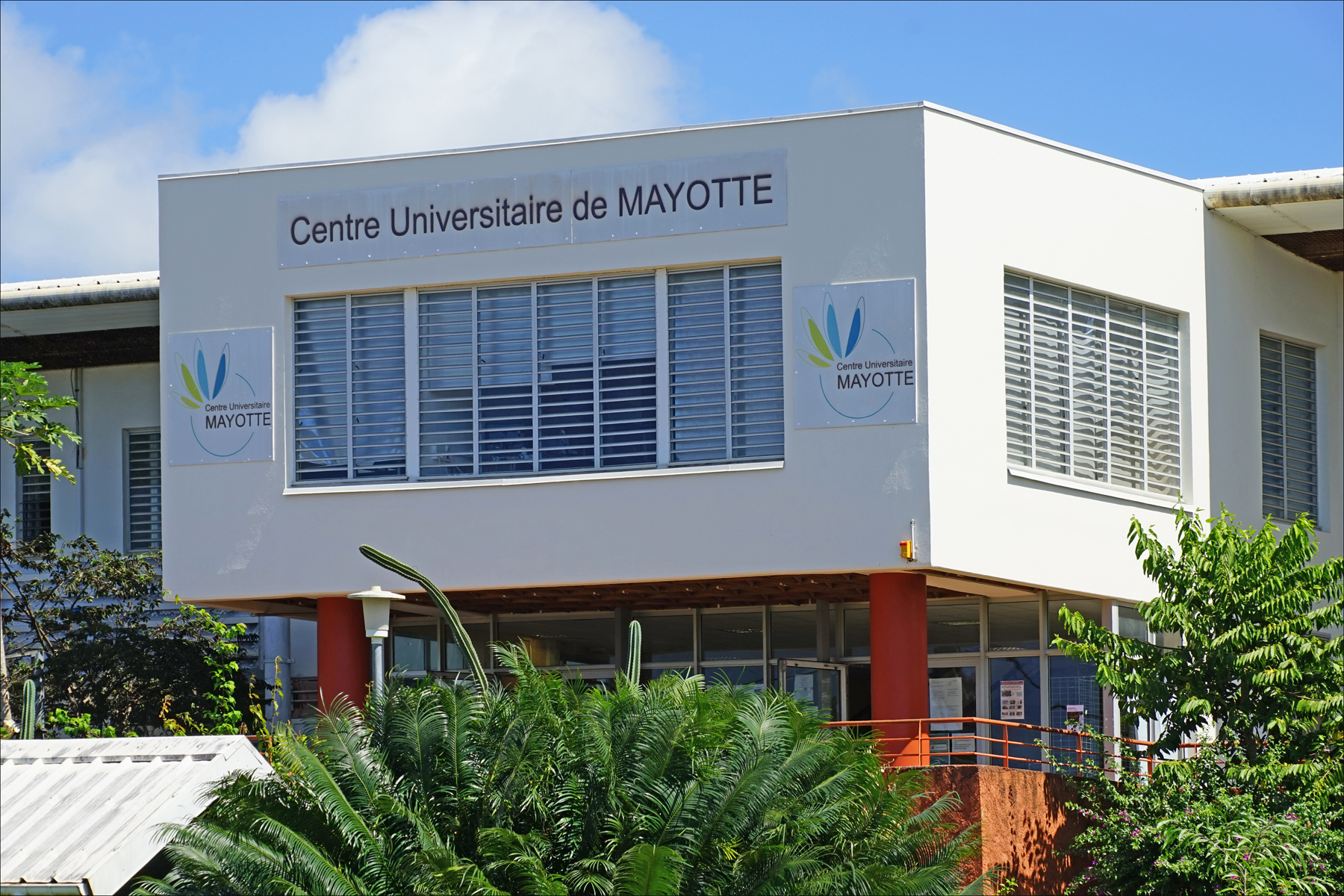
Centro Universitario de Mayotte

A pesar de que Mayotte está unida a Francia desde hace mucho tiempo, la instauración del sistema educativo nacional es relativamente reciente: a principios del siglo XX, apenas había cincuenta escolares para más de 12.000 habitantes, ya que la enseñanza primaria estaba esencialmente confiada a las madrazas, lo que retrasó considerablemente el aprendizaje del francés en la isla. Los primeros colegios no se abrieron hasta después de la guerra, y el primer instituto en 1980 (el segundo en 1998); las escuelas infantiles no aparecieron hasta los años 90. Por otra parte, algunos cambios recientes (la llegada de la televisión y luego de las redes sociales, las casas climatizadas y cerradas al mundo exterior, la inseguridad, etc.) han perturbado mucho los modos tradicionales de educación, en particular el sistema educativo de las aldeas, que encierra a los niños en unidades familiares a menudo inadecuadas.
El analfabetismo es extremadamente alto en la isla. En el año 2000, todavía afectaba al 35% de los hombres y al 40% de las mujeres. Según los datos del JDC de 2015, el 50,9% de los jóvenes son analfabetos. El 71% de la población no tiene diploma. El francés es la única lengua que se utiliza en clase, aunque la mayoría de los jóvenes no la conocen cuando llegan a la escuela.
Más de 100.000 menores están matriculados en Mayotte, lo que la convierte en una de las academias más pobladas de Francia.
La educación es administrada en el departamento por el Rectorado de Mayotte (región académica).
Hay 64 escuelas infantiles, 119 escuelas primarias, 21 escuelas secundarias y 11 institutos, entre los que se encuentran el Liceo Younoussa-Bamana de Mamoudzou (inaugurado en 1980), el Liceo de Petite-Terre (inaugurado en 1998), el Liceo de Sada, el Liceo Mamoudzou Nord de Kawéni, los Liceos du Nord, Dembéni, Kahani y Chirongui.
La situación educativa en Mayotte es preocupante: el SNES informa de que hay hasta 30 alumnos por clase en un colegio clasificado REP+ y hasta 38 alumnos por clase en el liceo. Todos los colegios han sido clasificados como REP o REP+ para el inicio del curso escolar 2015. El aumento del número de alumnos, unido a la falta de inversión en los centros escolares, pone de manifiesto las dificultades para satisfacer las necesidades de la enseñanza primaria y secundaria. Así, la ministra de Ultramar, Annick Girardin, admitió a principios de 2018 que "para cumplir el objetivo, tendríamos que crear una clase al día ".

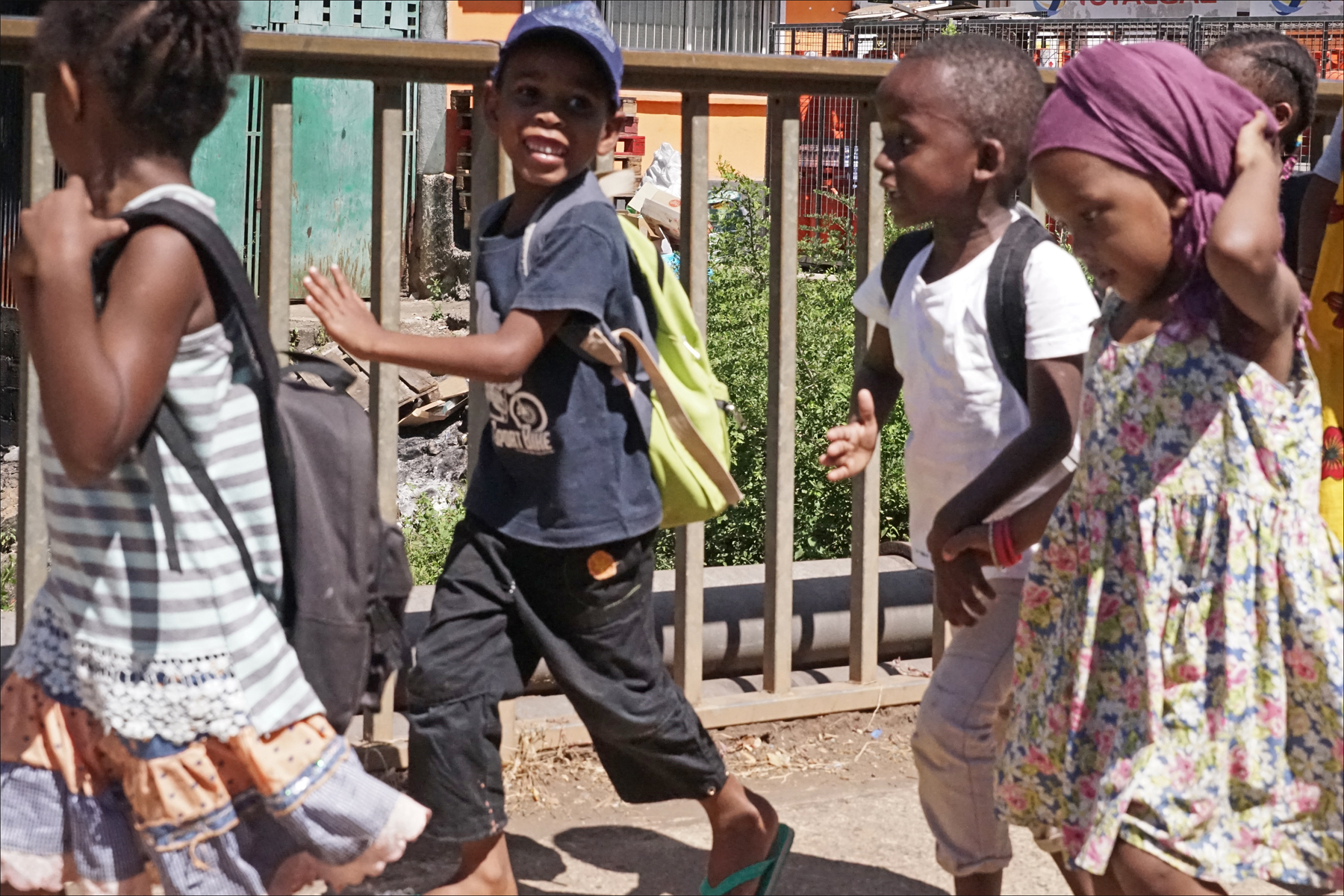
Niños de Mayotte camino a una Escuela local

En general, la formación escolar impartida en Mayotte por los profesores no es cuestionable, salvo por el gran número de profesores contratados, cuyo nivel de formación no siempre está a la altura.
La desconexión entre la Generación Y y sus mayores plantea el problema del seguimiento de los deberes. El francés, a pesar de ser una lengua oficial, se utiliza poco en casa, lo que compromete la adaptación a los estudios y conduce progresivamente al fracaso escolar. En general, los jóvenes locales no se dan cuenta de sus carencias hasta el último año de la enseñanza secundaria. En un año, algunos de ellos intentan ponerse al día con los conocimientos que se supone que han adquirido desde la escuela secundaria, pero las posibilidades de éxito en la educación superior a nivel nacional siguen siendo muy bajas.
Fuera de Mayotte, los medios financieros concedidos a los estudiantes para sus estudios en Francia metropolitana no parecen ser suficientes. Además, se observa un alto índice de fracaso en la enseñanza superior de los estudiantes de Mayotte en la Francia continental. La apertura de la Universidad en la isla debería permitir una mejor gestión de la enseñanza superior.
El Centro Universitario de Formación e Investigación de Mayotte es una institución de enseñanza superior francesa creada en 2011 y situada en Dembéni. Está adscrita a varias universidades de la Francia continental (en particular Nîmes para la configuración administrativa, y Aix-Marseille, Rouen, Montpellier y Nîmes para la pedagógica). Las autoridades locales esperan que el centro se convierta pronto en una universidad de pleno derecho. En 2018, el CUFR cuenta con trece carreras diferentes, entre las que se encuentran seis titulaciones universitarias (derecho, administración económica y social, literatura moderna, geografía, ciencias de la vida, matemáticas), dos titulaciones profesionales y la formación de profesores. Por el momento, los estudiantes que deseen cursar un máster deben completar sus estudios en Reunión o en Francia metropolitana (excepto el máster para profesores en "Enseñanza, educación y formación").

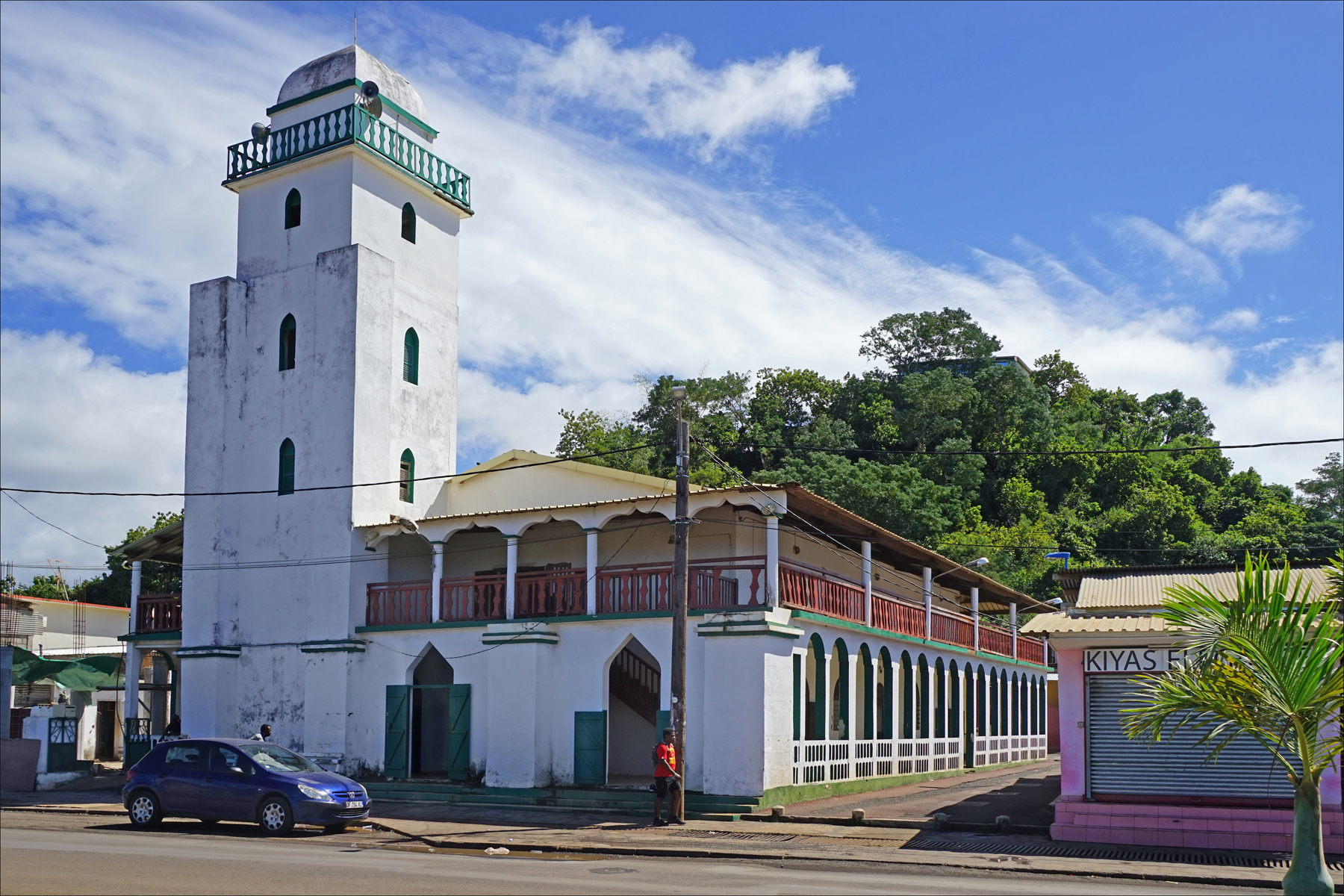
Mezquita de Mtsapéré en Mayotte

### Religión
Aproximadamente el 95% de la población de Mayotte es musulmana. La tradición suní fue introducida por las poblaciones árabes-persas, mientras que las culturas africanas y malgaches han llegado a colorearla con el animismo. A partir de los seis años, muchos niños asisten tanto a la escuela coránica como a la escuela primaria de la República. Esta doble asistencia está perdiendo terreno debido a la creciente occidentalización de la isla, reforzada por los medios de comunicación nacionales e internacionales. Por lo tanto, la escuela coránica es cada vez menos un recurso sistemático para los locales. El islamismo mahorano es de tradición chafé, reputado como moderado, abierto y tolerante, y la isla nunca ha experimentado ningún conflicto religioso ni problemas relacionados con la radicalización. Sin embargo, empieza a notarse una influencia saudí (sin duda debido a la creciente influencia de este país en la Unión de las Comoras), y el chal tradicional se sustituye ahora a veces por un velo islámico (prohibido como tal en las escuelas), o incluso en algunas familias del oeste de la isla por el niqab (teóricamente prohibido en la vía pública).
La justicia en materia de estatuto personal fue dispensada durante mucho tiempo por los cadíes, cuya autoridad fue reconocida por la República antes de la departamentalización. Estos tribunales fueron suprimidos por la Ordenanza n.º 2010-590 de 3 de junio de 2010, pero los jueces siguen teniendo la posibilidad de consultar a los cadis sobre la aplicación del derecho local, y los cadis pueden encargarse de los acuerdos extrajudiciales; sin embargo, ahora solo los jueces pueden decidir un litigio.
Construidas según la tradición árabe-shiraziana, las mezquitas eran pequeñas antes de sufrir la evolución arquitectónica habitual en las costas africanas. La mezquita de piedra más antigua que se conoce es la de Tsingoni, fundada al menos en el siglo XVI. La tradición majora, sin embargo, relata la llegada de los primeros musulmanes a la isla de Petite-Terre o a Dzaoudzi: la Ziyâra de Pôlé es considerada, en esta tradición oral, como el lugar sagrado fundador, en el origen de la difusión del Islam en toda la isla. La legitimidad del poder sagrado de los primeros sultanes shirazíes emanaba de este lugar sagrado.

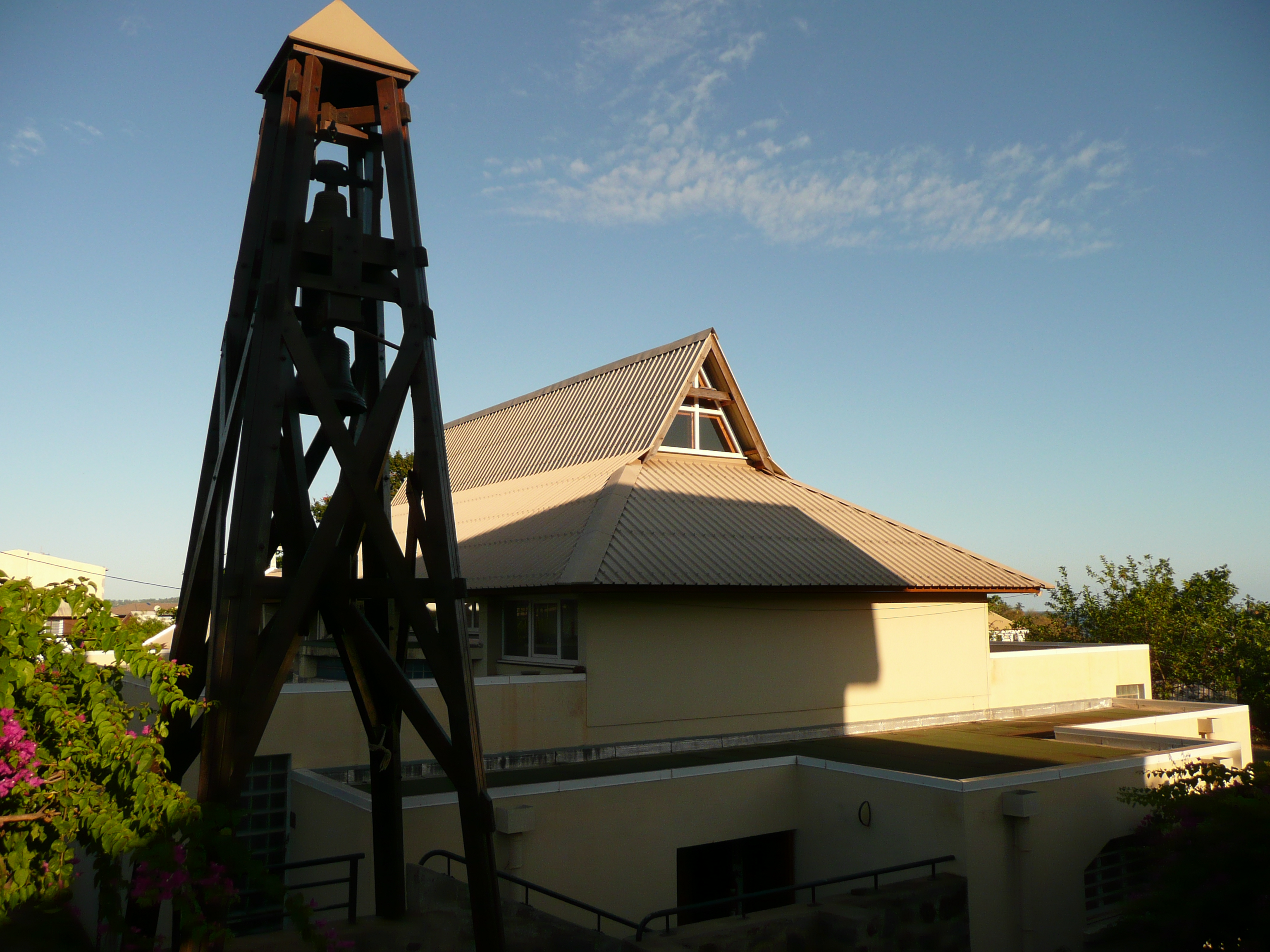
Iglesia de Nuestra Señora de Fátima de Mamoudzou

Los cristianos de Mayotte, que son una minoría, proceden de Francia continental, Madagascar o África continental (ruandeses, burundeses, congoleños...). La comunidad católica, llegó como consecuencia de la colonización francesa y está formada por unas 4.000 personas, tiene una parroquia con dos lugares de culto: la iglesia de Nuestra Señora de Fátima  (Notre-Dame-de-Fatima) en Mamoudzou (creada en 1855) y la iglesia de San Miguel (Saint-Michel) en Dzaoudzi (1849). Como la isla no tenía diócesis, el Papa Pío IX erigió la Prefectura Apostólica de Mayotte, Sainte-Marie y Nossi-Bé el 4 de septiembre de 1848. 
El 5 de agosto de 1975, la prefectura fue erigida en administración apostólica por la Congregación de Propaganda para la Fe. Finalmente, el 1 de mayo de 2010, el Papa Benedicto XVI lo elevó al rango de vicario apostólico. El actual vicario apostólico es monseñor Charles Mahuza Yava. Según el Journal de Mayotte, aunque se sienten "tolerados en el marco de los testimonios o de las misiones a los excluidos", los católicos no pueden tocar las campanas antes de la misa. También hay lugares de culto de diversos grupos protestantes, incluyendo evangélicos y adventistas del séptimo día. Los Testigos de Jehová (con presencia considerable en otros DOM) están presentes, pero tienen pocos seguidores, al igual que los mormones.

## Economía
El sector terciario suponía, en 2001, el 45 % de los salarios de la isla. Además de la administración, los trabajos públicos, el comercio y sus servicios asociados son los principales empleos. A pesar de unas variaciones del 9 % por año, la tasa de desempleo se mantiene en el 22 %. El salario mínimo interprofesional de Mayotte es un 63 % inferior al salario mínimo interprofesional nacional. La renta per cápita anual de los hogares fue de 9337 euros en 2005, a diferencia de los 29 696 euros de la población francesa. Según el INSEE, Mayotte sufre más por las desigualdades que por las diferencias de rentas.

### Agricultura, ganadería y pesca

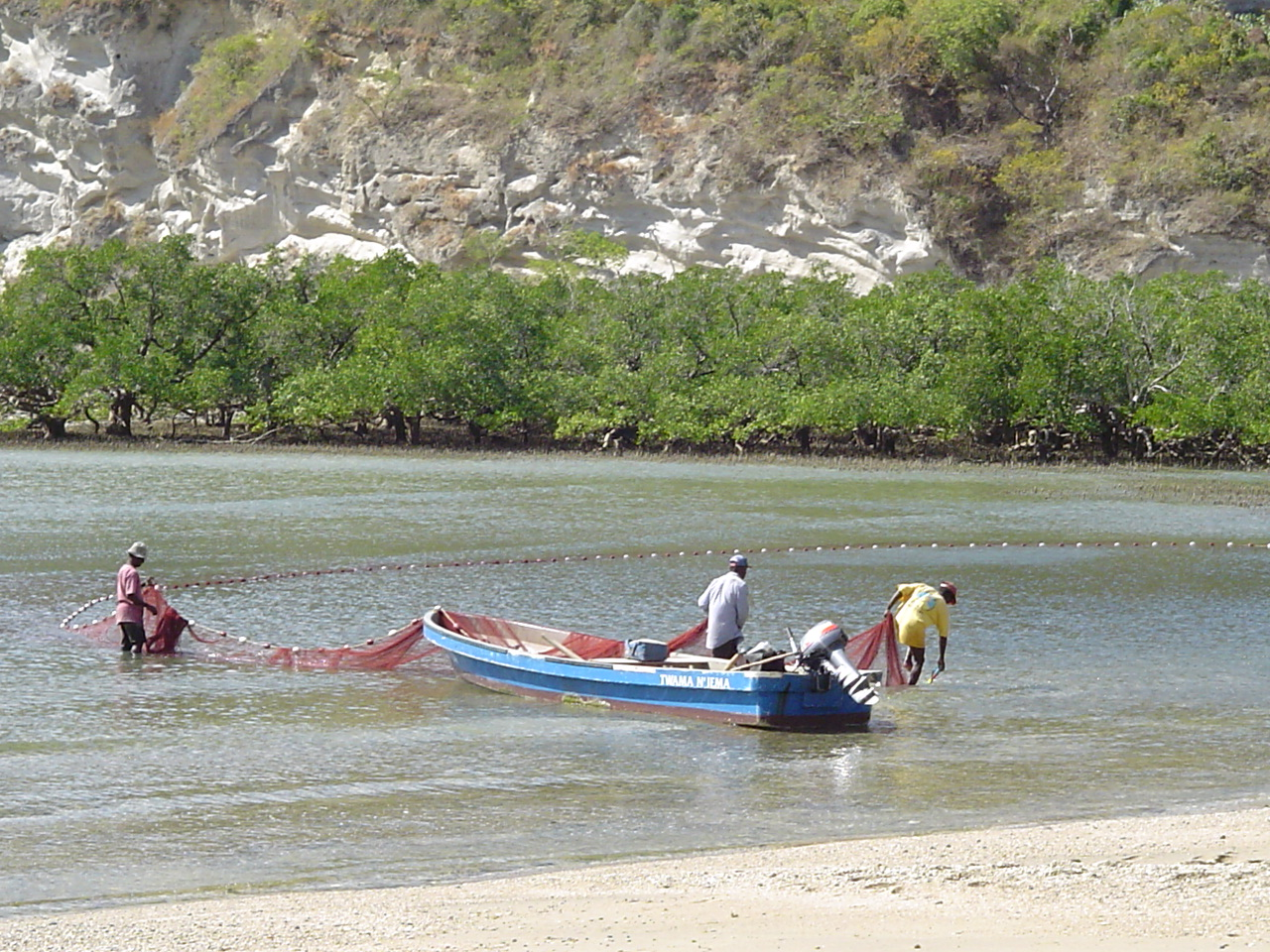
Pescadores en Moya (Petite-Terre).

Mayotte es una isla donde la población practica una agricultura de supervivencia. El producto nacional bruto por habitante no supera los 1000 dólares por habitante en 1993. La tasa de desempleo se elevó al 38 % en 1995, pero no se elevaba más del 29 % en el censo de 2002. El ingreso mínimo de integración no se aplica en Mayotte.
Los productos agrícolas son principalmente los asociados a culturas cerealeras y notablemente el arroz y el maíz y los frutos tropicales, banana, nuez de coco, ananás y mangos. Pero solo está desarrollada su exportación en los campos de ylang-ylang y el citronnelle utilizados en la perfumería, la vainilla, la canela y el clavo.
Se mantiene un elevado número de explotaciones bovinas, caprinas y avícolas (producción de huevos). El mar proporciona, además de los pescados de la pesca costera, peces espada, langostas, meros y langostinos.

### Turismo
La isla de Mayotte, con un relieve costero muy variado, tiene menos playas de arena que sus vecinas Gran Comora, Moheli, Seychelles, Mauricio y Madagascar, pero cuenta con una gran variedad de costas y colores de arena (negra, marrón, gris, roja, beige, blanca, etc.). Su laguna es la más grande (1500 km² ) y profunda de esta parte del mundo68 (y una de las más grandes del planeta), y su doble barrera de coral es una curiosidad biológica que sólo se da una decena de veces en nuestro planeta , albergando una gran diversidad de animales, incluidos grandes cetáceos, lo que es extremadamente raro.

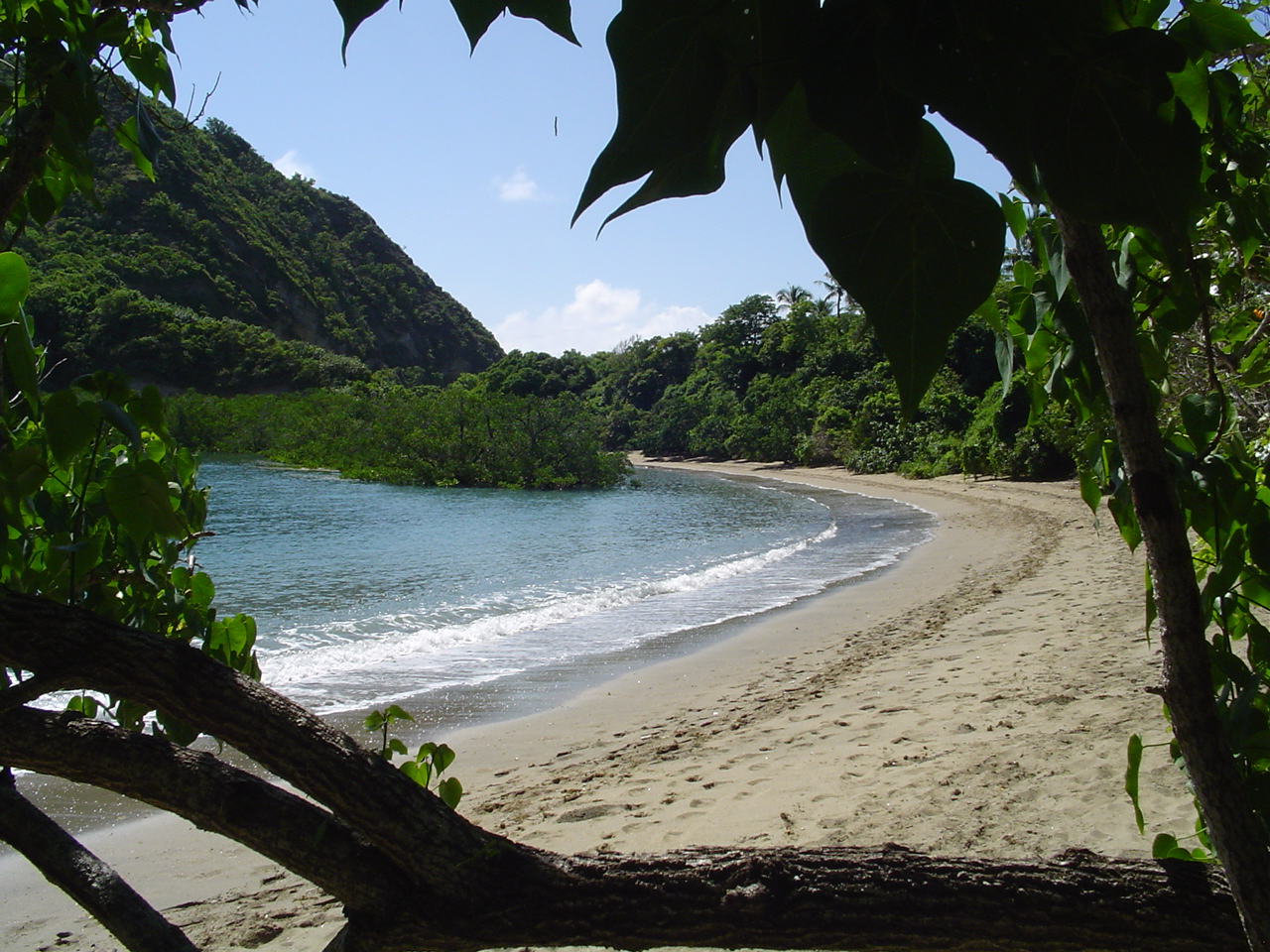
Playa Moya, Mayotte

Ciertas actividades turísticas han sido estructuradas:
- Caminata al volcán extinto Dziani Dzaha en Petite-Terre y su lago Dziani;

- Caminata al monte Combani y al monte Choungui;

- Caminata hasta la casa del gobernador;

- Observación de los lémures makis del islote de Bouzy;

- Buceo y esnórkel en el arrecife de coral entre peces tropicales en el paso "S", en N'Gouja, en Saziley o en la barrera exterior;[130]

- La laguna permite la observación de tortugas verdes y  carey (que vienen a desovar a las playas desiertas), de delfines (tornillo común, manchado y tursiops, en particular), de ballenas y sus crías (que vienen a parir) ;

- Deportes acuáticos o actividades de ocio en las numerosas playas de Mayotte;

- Nadar y visitar las playas aisladas de los islotes de arena blanca del norte y el sur;

- Actividades en islas desiertas;

- Visita a la cascada de Soulou, en la playa del mismo nombre, es una curiosidad natural;

- La marisma de Badamiers, en Petite-Terre, es un pantano rico en biodiversidad y de gran belleza paisajística;

- Observación de naufragios como el de la goleta de vela Dwyn Wen frente a los Badamiers (dos mástiles de la cual todavía se levantan del agua);

- Vuelta a la isla en ultraligero que permite observar los arrecifes desde el cielo;Cañones de la época colonial en Mayotte

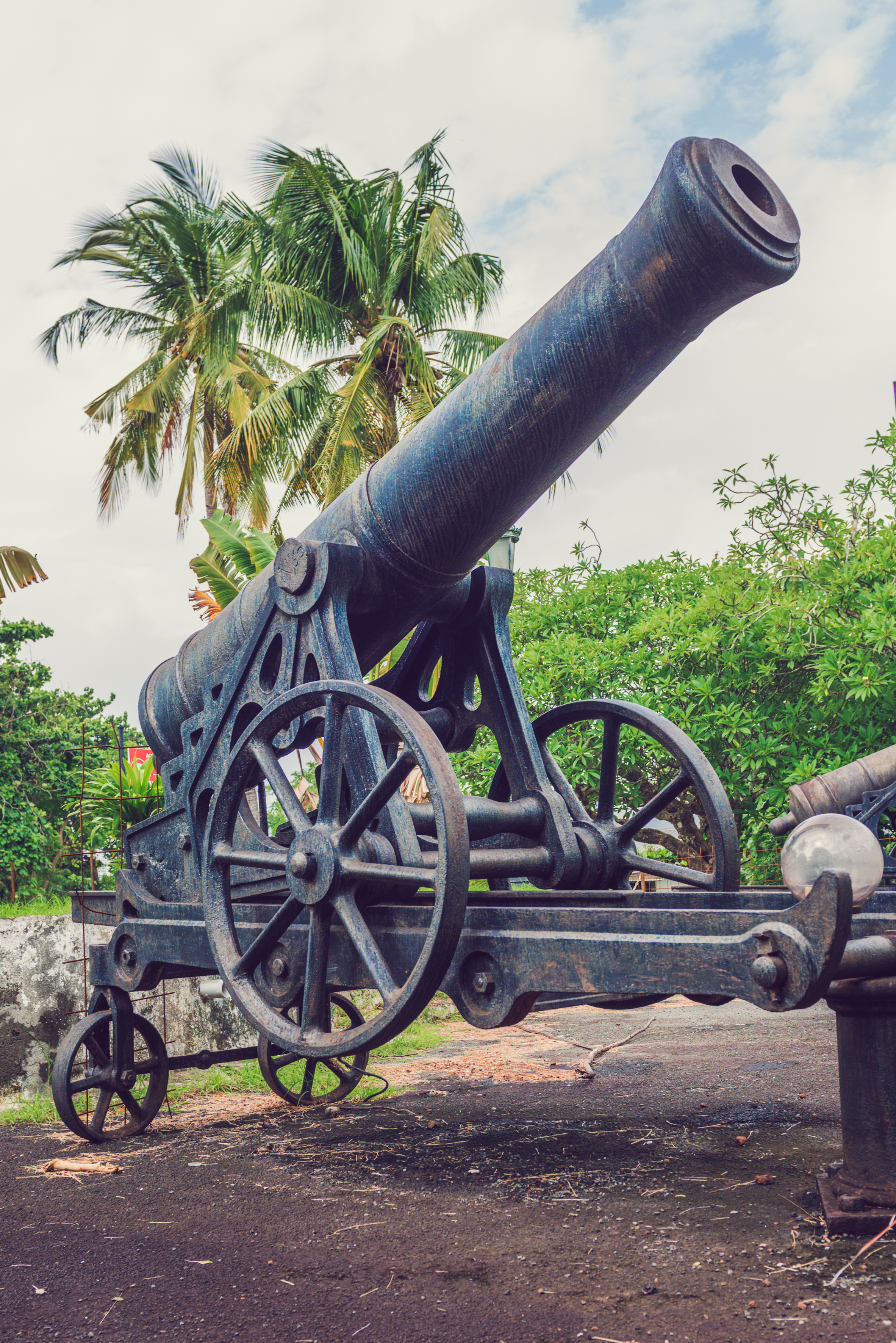
Cañones de la época colonial en Mayotte

- Visita al museo de Mayotte, el MuMa de Dzaoudzi, etiquetado como museo francés.

El turismo es una actividad poco desarrollada en la isla. Las capacidades hoteleras de la isla son reducidas: 150 entre los que están 80 de la comodidad requerida según ESTAS en 1997. Según un estudio del Insee, 9300 turistas habrían visitado Mayotte el primer semestre de 1999, entre los que estuvieron el 44 % de Reunión y el 42 % de Francia. El 42 % del total corresponde a visitas familiares. 
La estancia duraba por término medio 9,6 días con un gasto medio de cincuenta euros por hogar de 1,5 miembros. Durante mucho tiempo, no hubo conexión directa entre Mayotte y Francia. En efecto, la compañía de Reunión Air Austral casi poseía un monopolio sobre el destino, compartido con la compañía Comores Aviación, y proponía solo vuelos con escalas en la isla de Reunión, mientras que el Boeing 777 de Air Austral aterrizaba desde 2005 en Mayotte. Corsairfly la tiene en su lista con un enlace directo entre París-Orly y Mayotte.
En 2019, el INSEE contabilizó 65.500 turistas, lo que supone un aumento del 16% respecto al año anterior. Hubo 62.000 en 2017, y una media de 50.000 desde 2014, frente a 30.000 en 2006, y menos de 20.000 en 1999 -todas estas cifras incluyen las escalas de cruceros-. De ellas, el 44% procedía de Reunión y el 42% de Francia continental. El 69% del total corresponde a visitas familiares ("turismo de afinidad"), y el 16% al turismo de ocio. 
Las encuestas del INSEE muestran que Mayotte goza de una excelente imagen entre estos turistas, ya que el 95% reconoce el interés turístico de la isla y el 93% afirma querer volver pronto; de hecho, el 60% ya la ha visitado. En total, estos turistas aportaron 44 millones de euros a Mayotte en 2019238, frente a los 36 millones de 2017.
Durante mucho tiempo, no hubo vuelos directos entre Mayotte y la Francia continental: los Boeing 777 de la compañía aérea reunionense Air Austral sólo aterrizan en Mayotte desde 2005, lo que ha aumentado el atractivo de este destino para los turistas. Air Austral tiene prácticamente el monopolio del destino, pero en 2020 la compañía francesa Corsair International abrió un vuelo al continente con escala en la isla de Reunión. Los vuelos regionales son operados por Air Madagascar y Ewa Air (filial de Air Austral). La Unión de las Comoras está servida por Int'Air Îles para Anjouan y Air Austral para Moroni.
Varias asociaciones, como Les Naturalistes de Mayotte, ofrecen salidas guiadas (caminatas, visitas, vivacs, etc.), y varios operadores marítimos acompañan a los turistas a descubrir la laguna y sus mamíferos marinos en particular, sin olvidar los numerosos clubes de buceo.
El Comité Departamental de Turismo de Mayotte es el organismo oficial que administra todo lo relacionado con el turismo en Mayotte. Es en sí misma la autoridad central oficial que supervisa el desarrollo y la mejora de la actividad turística en el archipiélago.

## Infraestructura

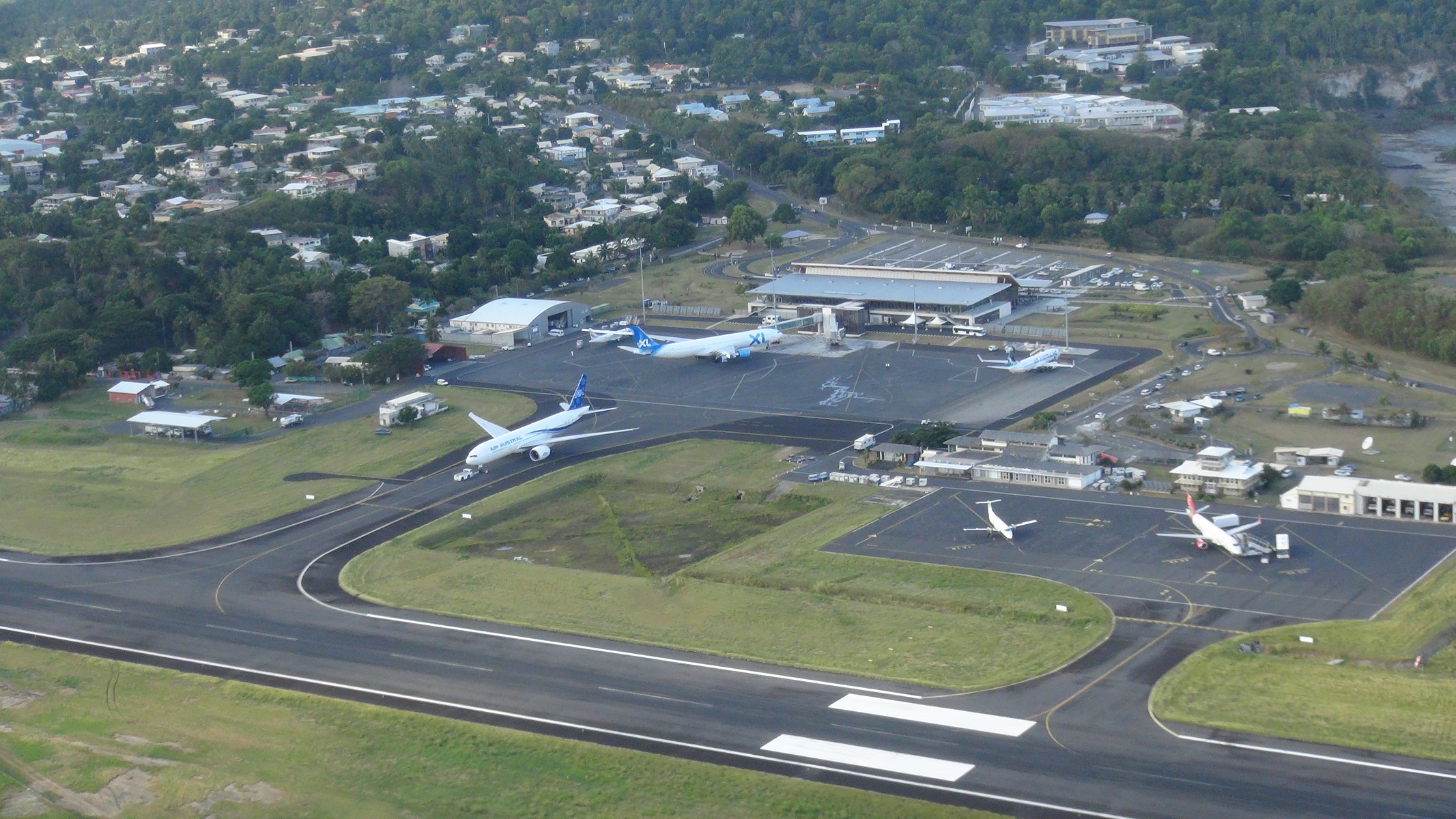
Aeropuerto Internacional Dzaoudzi Pamandzi

Si bien Mamoudzou es la única población que cuenta con un hospital, los medicamentos se distribuyen de forma gratuita en todas las poblaciones.

### Transportes
- No hay ferrocarriles o canales.
- Carreteras:
  - total: 93 km (53 mi)
    - pavimentadas: 72 km (45 mi)
    - sin pavimentar: 21 km (13 mi)
- Puertos y embarcaderos:
  - Dzaoudzi
  - "Longoni" (Koungou)
- Aeropuertos: Aeropuerto Internacional de Dzaoudzi Pamandzi, el único aeropuerto en Mayotte
  - con pistas pavimentadas: 1 (2002)

### Rutas y servicios portuarios
Además de en los marcos escolar y sanitario, las inversiones francesas durante los últimos treinta años es observable en los más de 230 km (kilómetros) de rutas asfaltadas por donde circulan coches y vehículos de dos ruedas de diversos tipos. El contraste es grande con respecto a los años ochenta, donde una circulación poco densa no afectaba a la circulación de las escasas berlinas que circulaban de manera privada junto a los taxis 4L, los méharis de los legionarios o las camionetas de transporte denominadas taxis-brousse.
El puerto situado en aguas profundas es un puerto de tipo minero en el canal de Mozambique.

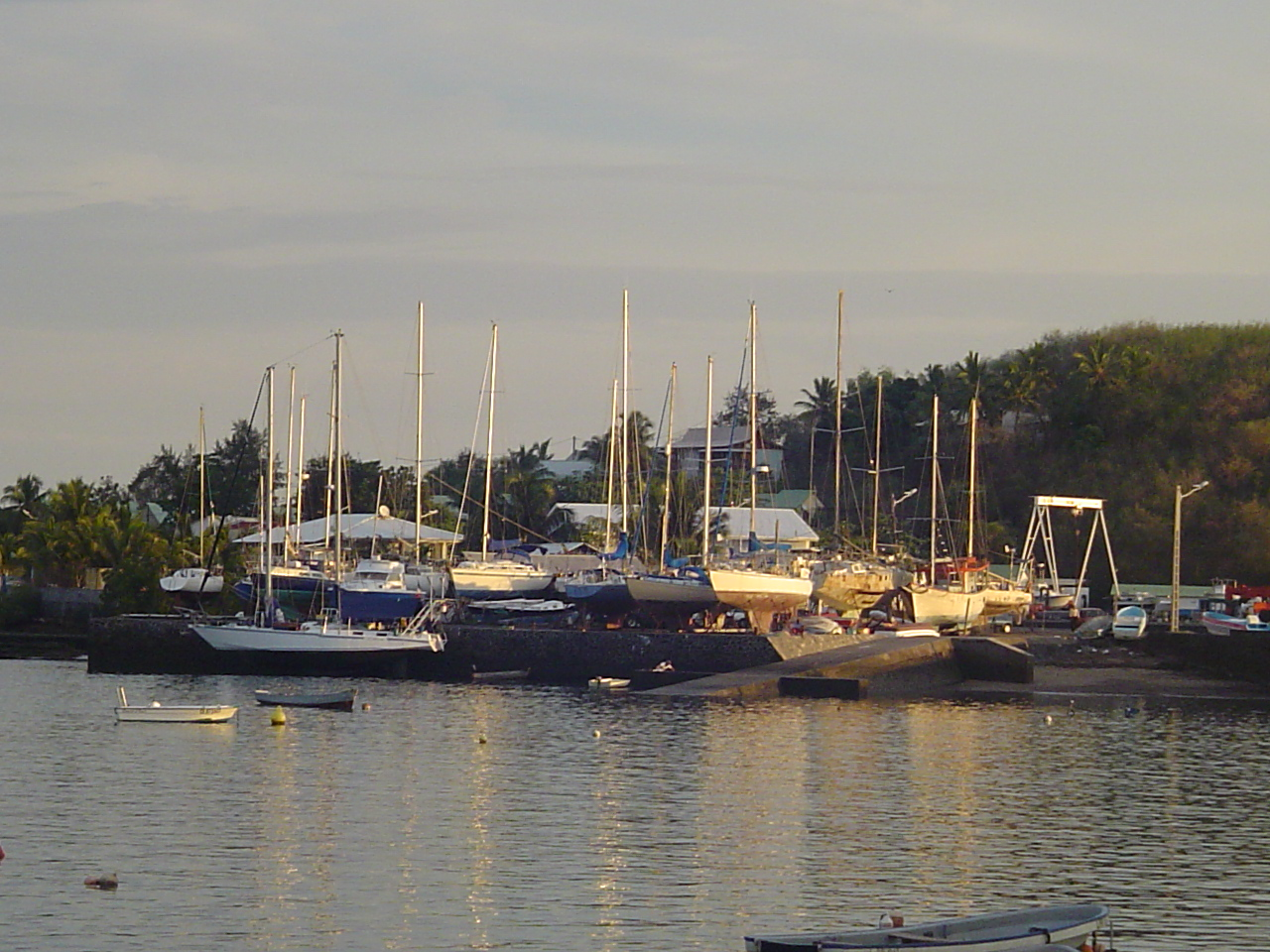
Puerto de Dzaoudzi

Dividida en dos islotes, Mayotte tiene un difícil acceso. El embarcadero de Mamoudzou, en Grande-Terre, no puede acoger más que embarcaciones ligeras.

### Medios de comunicación
El 12 de abril de 2012, el departamento accede "por primera vez" a internet de alta velocidad tras haberse colocado el cable submarino Lion 2 de France Telecom (Orange). Desde entonces, el 4G ha llegado de forma notable a la isla, que ahora está mucho mejor conectada con la Francia metropolitana.
No se importan medios de comunicación impresos (periódicos, revistas) a Mayotte, que se conforma con sus pocos títulos locales. Sólo algunas emisoras nacionales, como France Inter, emiten.
Mayotte cuenta con varios medios de comunicación locales, como una cadena de televisión pública (Mayotte Première) y otra privada (Kwézi TV), emisoras de radio (Mayotte Première, Kwézi FM, Yao FM, RMJ, Radio Dziani, Ylang FM, Caribou FM... ), diarios (Flash Infos, Le Journal de Mayotte, Les Nouvelles de Mayotte, France Mayotte Matin), un semanario generalista (Mayotte Hebdo) y algunas otras cabeceras más especializadas, de mayor difusión (Mayotte Magazine, Memento, Glitter, Swiha, Fantasia...)

### Energía
Électricité De Mayotte es una Sociedad Anónima de Economía Mixta (SAEM) poseída a un 50,01 % por el Consejo General de Mayotte, 24,99 % por Electricité de Francia, 24,99 % por SAUR International y 0,01 % por el Estado. EDM entró en IEG el 1 de enero de 2011 (Industries Electriques y Gazières). Ejerce la misión de servicio público de producción, distribución y comercialización de la electricidad en la isla de Mayotte. Sus actividades están completamente reguladas por la Comisión de Regulación de la Energía (CRE). La Dirección General así como la asamblea de puestos de responsables de polos operativos son aportados por de agentes del Groupe EDF.
A principios de 2012, la producción de la empresa se caracterizaba por los siguientes objetivos:
- La producción es asegurada exclusivamente por 17 generadores diésel semi-rápidos de pulsos y de tecnologías heterogéneas (de 750 kW a 8 MW), repartidos en dos sitios: uno sobre Petite Terre en servicio en 1987 (central de Badamiers), uno sobre Grande Terre en servicio en 2009 (central de Longoni).
- La potencia total instalada es de 77,5 MW.
- La mejora en el servicio de nuevos medios de producción se lleva a cabo cada tres años por mantener el fuerte aumento de la demanda y retirar los generadores más antiguos.
- Hay un proyecto de construcción de una central de 36 MW.
- Proyecto de mejora a las normas medioambientales (tratado de emisiones) en curso.

## Cultura
Diversos tipos de cultura se conglomeran en Mayotte, la principal de origen comorense[cita requerida] representa al 60 % de la población[cita requerida] y la segunda de origen malgache, ambas fuertemente enmarcadas por la cultura francesa que se impregna cada vez más en ellas. La moringue, análoga a la capoeira brasileña, todavía se practica en la isla.

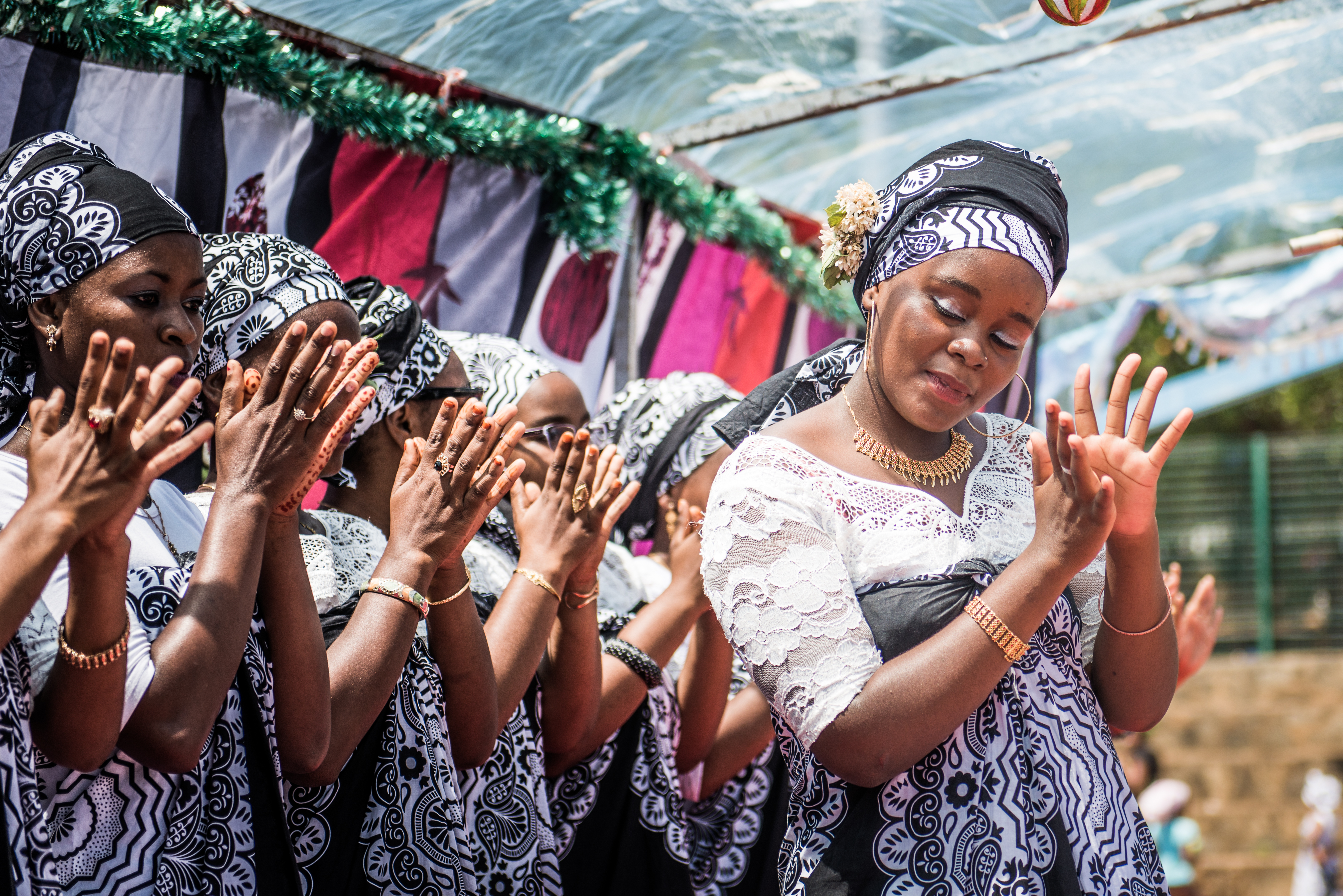
Bailarines de Debaa con trajes salouva idénticos.

Aunque el francés es la lengua oficial, muchos hablan (pero no escriben) el shimaore (dialecto suajili) y el malgache, los dos idiomas principales de la isla.

### Sellos y filatelia
En materia postal, Mayotte ha sido el centro administrativo de las Comoras en la segunda mitad del siglo XIX[cita requerida], esto es lo que propició la aparición del emblema de la época: «Mayotte y dependencias». Estaba administrativamente integrada y utilizaba los sellos coloniales de Madagascar de 1912 a 1950[cita requerida], del archipiélago de Comoras de 1950 a 1975 y de Francia de 1975 a 1997[cita requerida], la isla obtuvo la autonomía filatélica y postal el 2 de enero de 1997 utilizando sellos específicos diseñados por la filial local de La Poste.

### Gastronomía
La cocina del archipiélago es picante y abundante. Se inclina por los platos fritos, cocinados a fuego lento o a la parrilla y se basa en productos locales.
Gracias a su clima tropical, Mayotte es rica en especias, frutas y verduras. Su gran arrecife de coral y sus manglares lo convierten en un abundante criadero de peces. El resto de la alimentación lo proporciona el ganado (cebúes, gallinas, cabras) y los cultivos (plátanos, mandioca, etc.), aunque una parte siempre se extrae del monte.
La comida local no se basa en el tradicional aperitivo entrada plato principal y postre, es inapropiado tratar de distinguir estas categorías.
En cuanto a las bebidas el consumo de alcohol está muy extendido y está arraigado en la cultura de Mayotte.
- Vino de palma (trembo tamu y trembo vurga).
- Cerveza, de la cual la Hipo 101 se fabrica localmente.
- Vino metropolitano y Gandía (piquete español).

- Ti-punch.
- Los refrescos que se venden en el territorio son notoriamente más dulces que los que se venden en la Francia continental (hasta un 50% más de azúcar).[146]

Hay refrescos, jarabes y Jugos o zumos según las frutas presentes en la isla (tamarindo, guayaba, papaya (Lechoza), lichi, mango, jackfruit, fruta de la pasión).

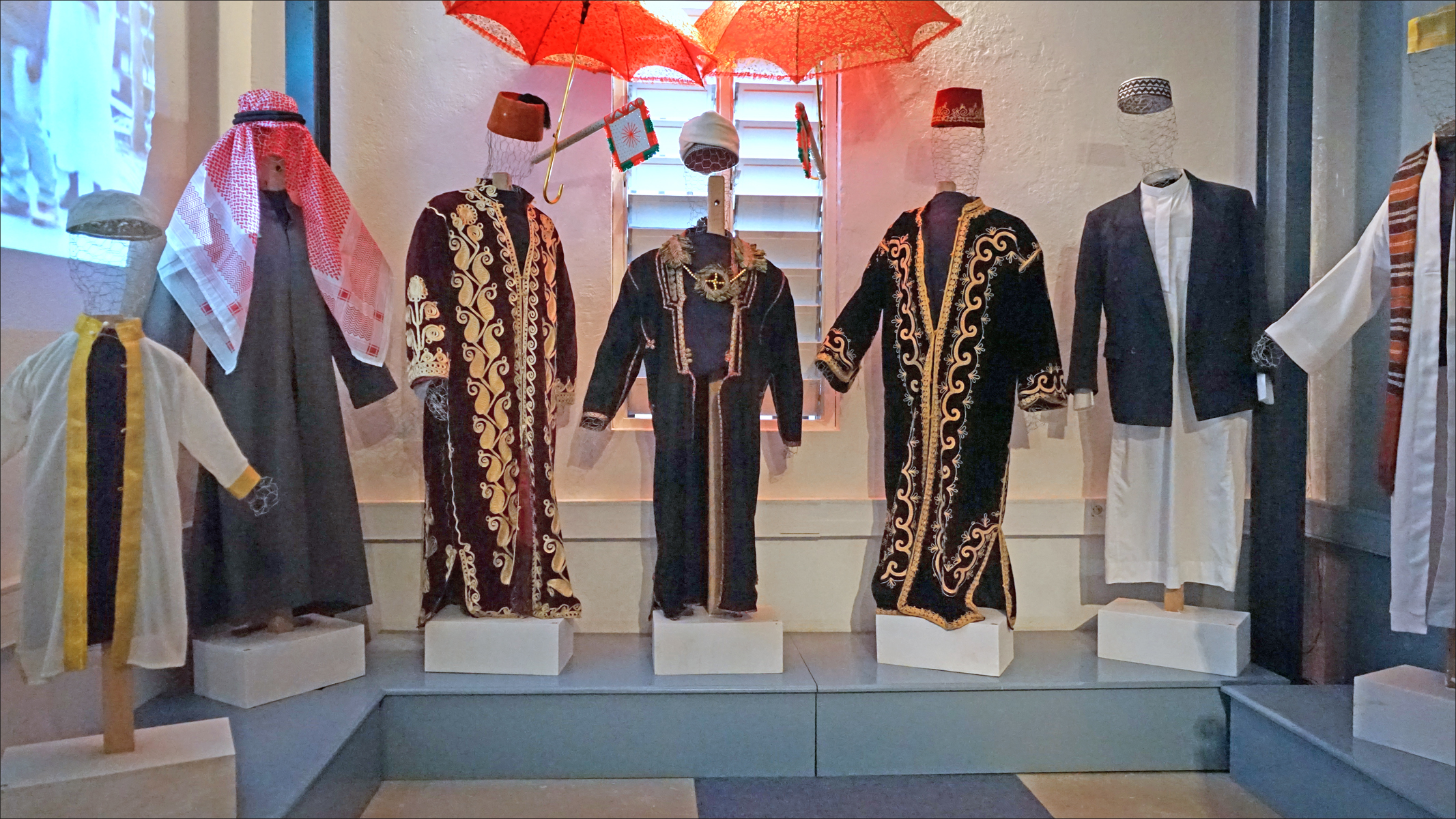
Trajes típicos de Mayotte

### Teatro y literatura
En 2017 se organizó por primera vez la Feria del Libro de Mayotte por iniciativa de la Dirección del Libro y  Lectura Pública del Consejo Departamental.
Hay una veintena de autores de Mayotte.
Nassur Attoumani es uno de los principales autores locales[cita requerida]. Escribió la obra La Fille du polygame, publicada en 1992. También es autor de varias novelas, entre ellas Le Calvaire des baobabs y Mon mari est plus qu'un fou : c'est un homme. Su obra humorística es una crítica poco convencional de ciertos aspectos de la sociedad mahorana y comorana: por ejemplo, ha publicado una versión modernizada y "mahoranizada" del Tartufo de Molière, bajo el título Le Turban et la capote, que ha sido llevada a escena y adaptada en forma de Historieta.
El novelista Baco Mambo Abdou es autor de Brûlante est ma terre, Si longue que soit la nuit, Coupeurs de têtes y 5 femmes, así como de otras obras.
Mayotte también es una fuente de inspiración para autores no locales, como el comorano Ali Zamir (Anguille sous Roche, 2016, premio Senghor) o la mauriciana Nathacha Appanah (Tropique de la violence, 2017, premio Femina des lycéens, premio France Télévisions y premio Jean Amila-Meckert). En abril de 2018, el dibujante Phil Ouzov escribió el cómic Odyssée mahoraise, que narra de forma caricaturesca las aventuras de un profesor de la Francia metropolitana trasladado a Mayotte[cita requerida].

### Eventos anuales
Cada año, en abril, el Festival de las Artes Tradicionales rinde homenaje a la cultura de la isla de Mayotte.
En mayo se celebra, desde 1974, el Festival de Imágenes Submarinas. Los buceadores y nadadores de Maoré exponen sus mejores imágenes fijas y en movimiento, y se celebran numerosos encuentros y conferencias sobre el patrimonio subacuático de la isla.

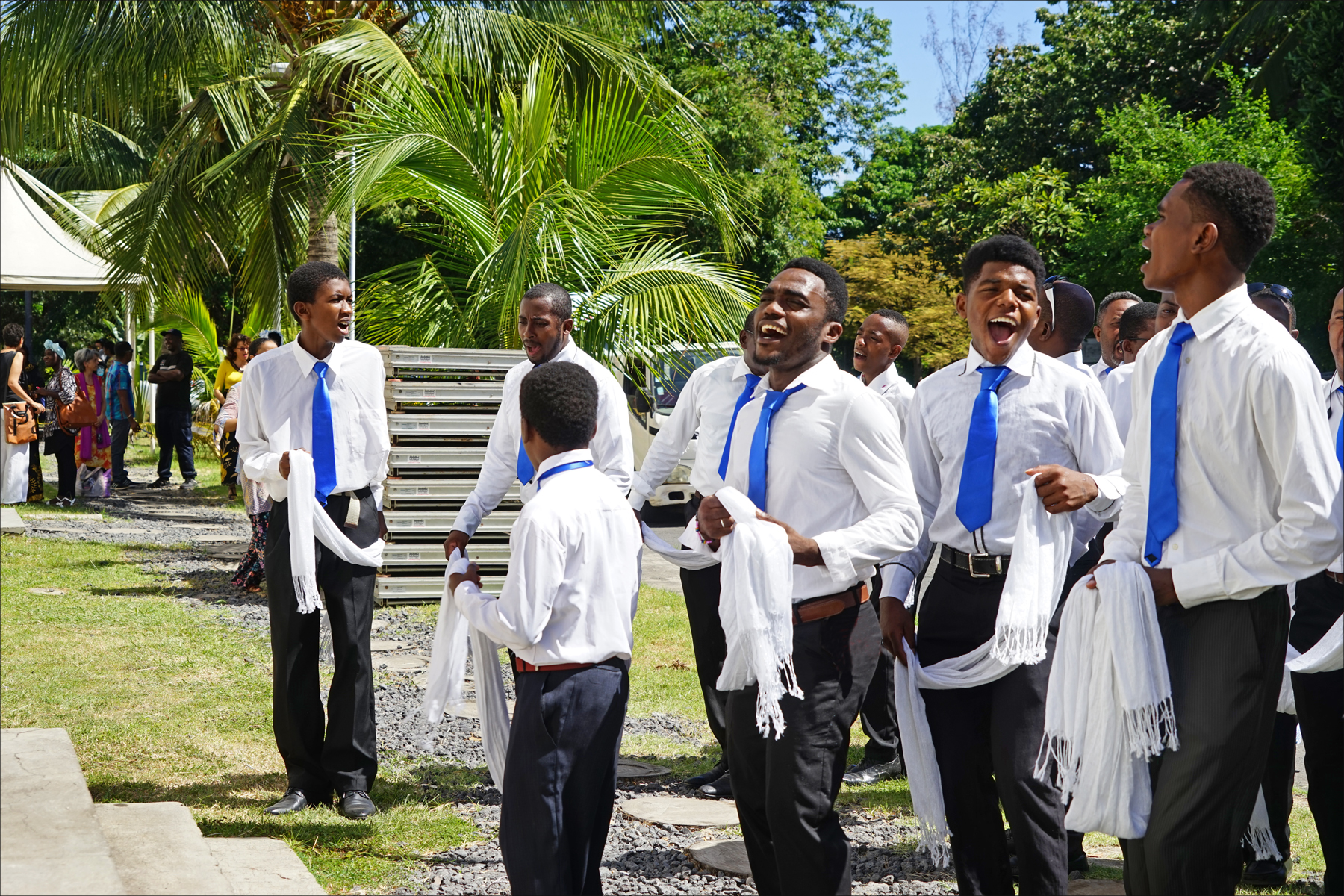
Espectáculo de Shigoma con la asociación Zanattani de Labattoir

En junio tiene lugar la tradicional carrera de neumáticos, que reúne a cientos, incluso miles de niños desde Cavani hasta Mamoudzou. El objetivo es llegar primero haciendo rodar un neumático, sostenido por dos palos, delante de ellos.
Cada año se celebran también las ferias de turismo, agricultura, moda y artesanía del Índico. Mayotte también participa en las Jornadas Europeas del Patrimonio, la Fiesta de la Naturaleza y diversas manifestaciones artísticas y culturales francesas.
En Mayotte también se celebra la Batalla del Año de baile hip-hop. La elección de Miss Mayotte, en agosto, es también un acontecimiento muy popular para los habitantes de Mayotte.
Desde 2018, a mediados de junio, el festival Kayamba promueve el encuentro entre la música tradicional y la electrónica creando un crisol de artistas de la isla, de la región del océano Índico y del resto del mundo.

### Espectáculos, música y carnaval
Muchos escritores locales cuentan la historia de la isla a través de sus obras. Diversos espectáculos animan las tardes del fin de semana, desde el teatro a la música pasando por la tradición local. Mayotte cuenta con diferentes tipos de música, como el "m'godro", una música local inspirada en el salegy o saleg, una música malgache.
Hacia junio y julio se celebra un carnaval escolar. Durante el curso escolar, los alumnos organizan y preparan este evento. Con la ayuda de los profesores, ilustran el tema del año y lo perfeccionan. El objetivo del evento suele ser informar y sensibilizar a la población y a los jóvenes, y el tema cambia cada año. En la década de 1990, siguieron ideas como los piratas, las tortugas y otros temas centrados en el medio ambiente y la vida cotidiana.

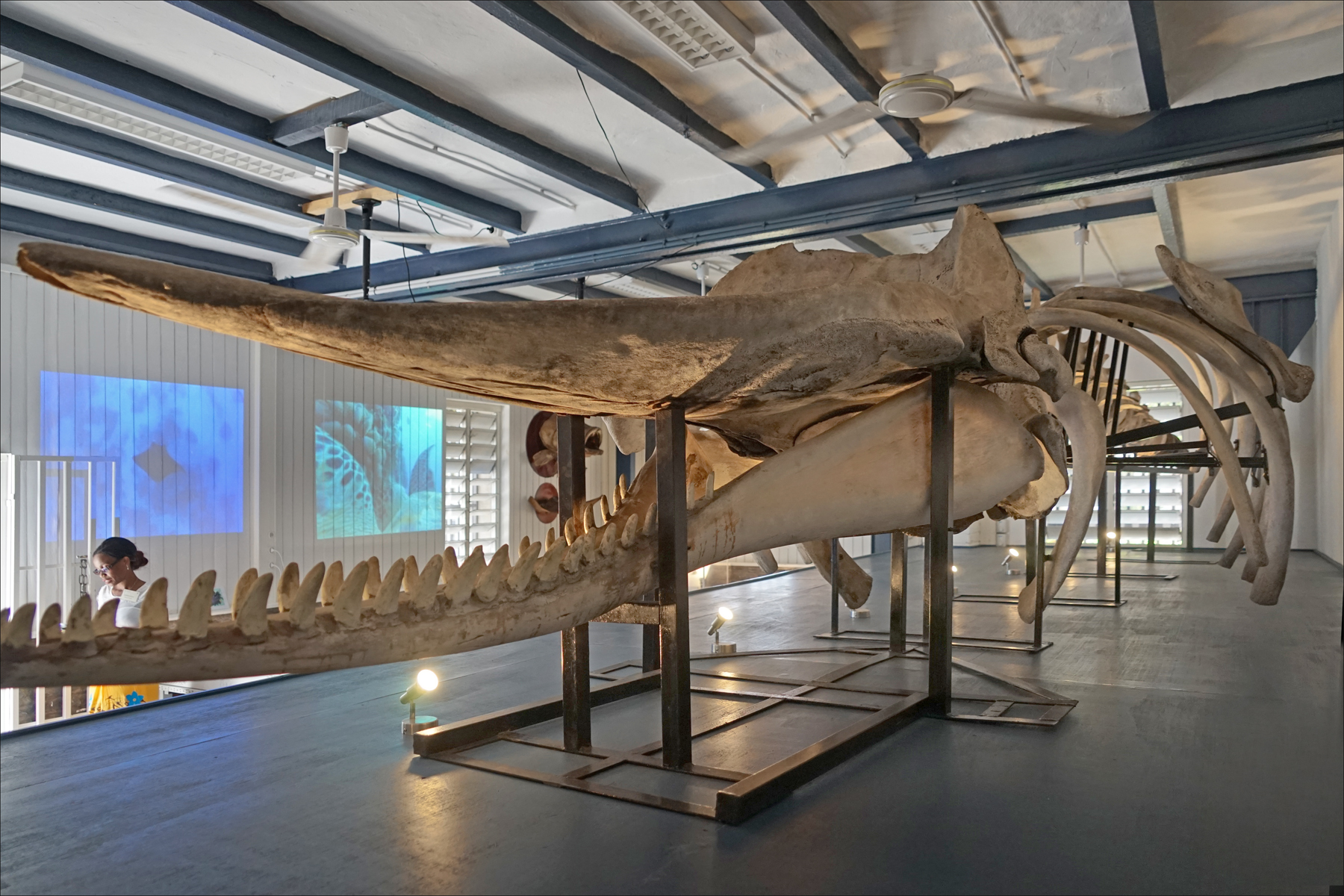
Sala de los Mundos Marinos del Museo de Mayotte (Antiguo cuartel de Petite Terre)

### Patrimonio cultural tangible
Mayotte cuenta con varios lugares y monumentos catalogados o clasificados como monumentos históricos según la base de datos Mérimée del Ministerio de Cultura:
- La Mezquita-ziara de Polé (siglo XV, catalogada)
- La Mezquita de Tsingoni (siglo XVI, protegida) y su minarete (siglo XX, protegido)
- El Cuartel de Petite Terre (siglo XIX, catalogado, que ahora alberga el Museo de Mayotte)
- La antigua casa del Gobernador de Mayotte (siglo XIX, catalogada)
- La antigua fábrica de azúcar Soulou (siglo XIX, catalogada)
- La antigua fábrica de azúcar de Dembeni (siglo XIX, catalogada).

## Deporte
En la isla se practican diversas disciplinas deportivas incluyendo fútbol, balonmano, baloncesto, voleibol, rugby, y otras recreativas como el buceo, la navegación, el piragüismo, senderismo, ciclismo, y las excursiones.
Mayotte es un paraíso para los buceadores, en algunas playas, el arrecife de coral es accesible con sólo unas brazadas de las aletas, la navegación es difícil debido a las condiciones naturales (arrecifes) y los costos elevados (solo un pequeño grupo ofrece los servicios e instalaciones necesarias para la Vela), el piragüismo es practicado en Canoas alquiladas ideales para observar los arrecifes. Las Excursiones al Monte Choungui o al Monte Bénara y los recorridos alrededor de la isla son comunes.

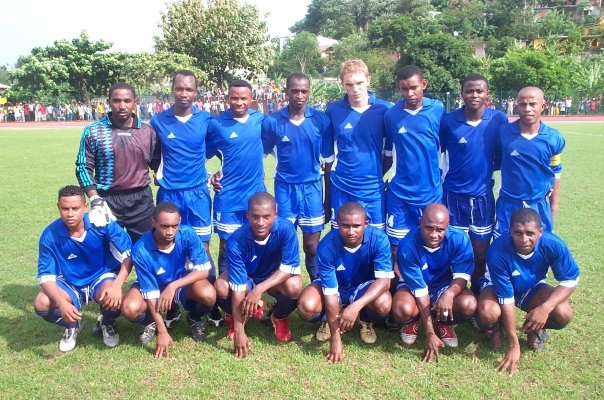
Equipo de fútbol de Pamandzi en 2005

### Fútbol
El fútbol en Mayotte se mantiene siendo el deporte más popular, con más de 9.230 titulares de licencias para una población de unos 212.000 habitantes. Sigue siendo el deporte preferido por los jóvenes, aunque el nivel más alto de competición equivale al de una división de honor en la Francia metropolitana (DH). Muy pocos locales han probado suerte en la Francia continental, sólo Toifilou Maoulida ha conseguido jugar al más alto nivel.
La selección de fútbol de Mayotte representa al departamento de ultramar de Mayotte en el fútbol internacional.
Mayotte no es miembro de la FIFA ni de la CAF, por lo que no tiene la posibilidad de participar en la Copa del Mundo ni en la Copa Africana de Naciones.
En 2007, el equipo participó por primera vez en los Juegos Insulares del Océano Índico, quedando en tercer lugar tras perder contra Madagascar en las semifinales y vencer a Mauricio en los penaltis en el partido por el tercer puesto.
Entre los equipos locales se encuentran:
- Association Sportive et Culturelle Abeilles de M'tsamboro

- Football Club Mtsapéré

- Association Sportive de Rosador

- Association Sportive de Sada
- Union Culturelle et Sportive de Sada

### Rugby
A finales de los años 80, los locales descubrieron el rugby, importado por los legionarios, que se jugaba con un balón de forma ovalada y diferente a todo lo que habían visto antes. Desde el estadio Baobab, el rugby se extendió a otros pueblos: Labattoir, Vahibé, Iloni.Sus promotores consiguieron integrarlo en las escuelas y procedieron, con alumnos de CM2, a las primeras iniciaciones de rugby en las clases de EPS.
En enero de 1991, los jugadores de rugby de Mayotte se organizaron y crearon el Comité Regional de Rugby de Mayotte. Guy Figarède fue su primer presidente.
En 2007, invitado a participar en la fase de clasificación de la Copa de África de Rugby XV, el equipo de Mayotte venció a Ruanda por 58-0. Esta fue la primera y única victoria internacional del rugby de Mayotte.
En términos de número de miembros, el rugby sigue siendo el quinto deporte de equipo más popular en Mayotte, por detrás del fútbol, el balonmano, el baloncesto y el voleibol.

### Estadios

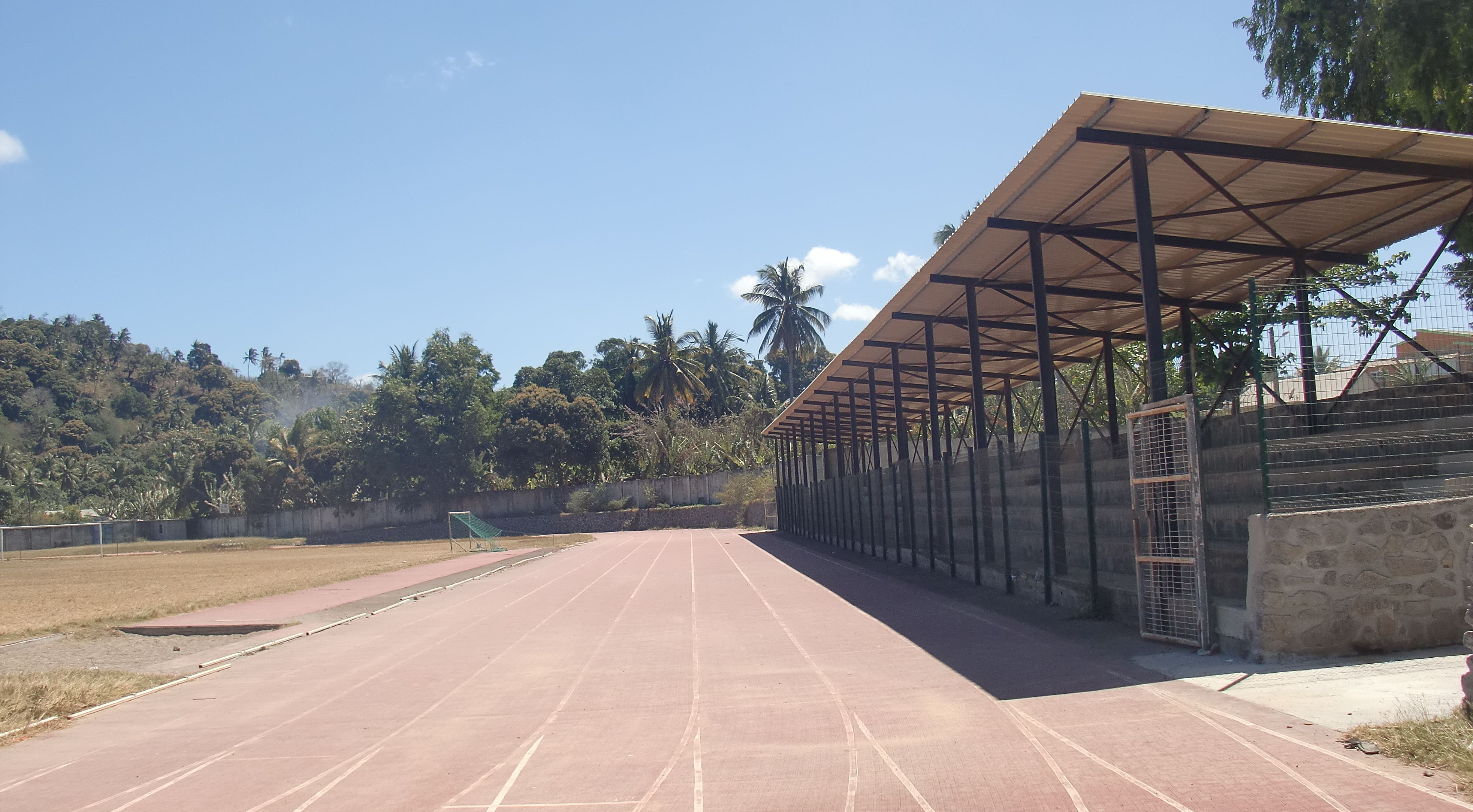
Estadio de Pamandzi

Los estadios de Mayotte son muy modestos, pero aptos para jugar partidos de fútbol, rugby, atletismo y otros deportes:
- El estadio Cavani, la parte principal del complejo Kawani;
- Estadio de Baobab;
- Estadio de Passamaïnty;
- Estadio de Sada;
- Estadio de Ouangani;
- Estadio Bandrani.